# Vittorio Alfieri
(dalla Lettera responsiva a Ranieri de' Calzabigi, 7 settembre 1783)
Vittorio Amedeo Alfieri (Asti, 16 gennaio 1749 – Firenze, 8 ottobre 1803) è stato un drammaturgo, poeta e scrittore italiano.
Alfieri ebbe un'attività letteraria breve ma prolifica e intensa; il suo carattere tormentato, oltre a delineare la sua vita in senso avventuroso, fece di lui un precursore delle inquietudini romantiche.
Come la gran parte dei piemontesi dell'epoca, Vittorio Alfieri ebbe come madrelingua il piemontese. Giacché di nobili origini, parlava fluentemente francese e apprese dignitosamente l'italiano, cioè il toscano classico. Quest'ultimo, tuttavia, risentiva inizialmente degli influssi delle altre due lingue che conosceva, cosa di cui lui stesso si rendeva conto e che lo portò, al fine di spiemontesizzarsi e sfrancesizzarsi, a immergersi nella lettura dei classici in lingua italiana, e a compiere una serie di viaggi letterari a Firenze per studiarne la lingua. Dopo una giovinezza inquieta ed errabonda, si dedicò con impegno alla lettura e allo studio di Plutarco, Dante, Petrarca, Machiavelli e degli illuministi come Voltaire e Montesquieu: da questi autori ricavò una visione personale razionalista e classicista, convintamente anti-tirannica e in favore di una libertà ideale, al quale unì l'esaltazione del genio individuale tipicamente romantica.
Si entusiasmò per la Rivoluzione francese, durante il suo soggiorno parigino, nel 1789, ma ben presto, a causa del degenerare della rivoluzione dopo il 1792, il suo atteggiamento favorevole si trasformò in una forte avversione per la Francia. Tornò in Italia, dove continuò a scrivere, opponendosi idealmente al regime di Napoleone, e dove morì, a Firenze, nel 1803, venendo sepolto tra i grandi italiani nella basilica di Santa Croce. Già dagli ultimi anni della sua vita Alfieri divenne un simbolo per gli intellettuali del Risorgimento, a partire da Ugo Foscolo.

## Biografia

### Infanzia ed istruzione
Vittorio Alfieri nacque ad Asti il 16 gennaio 1749 dal conte di Cortemilia e Casa Bianca Antonio Amedeo Alfieri (1695-1749), membro della nobile famiglia omonima e amministratore del comune, e dalla savoiarda Marianna Monica Maillard de Tournon (1721-1792; già vedova del marchese Pio Alessandro Cacherano Crivelli Scarampi di Villafranca d'Asti). Aveva un fratello, Giuseppe Maria (nato dopo la morte del padre e deceduto a un anno), e una sorella, Giulia, coniugata Canalis di Cumiana (1747-1826). La madre aveva avuto già quattro figli dalle prime nozze tra cui Angela Maria Eleonora (1741-1821, che sposò Giuseppe Bernardo Cavoretto di Belvedere) e il marchese Vittorio Antonio Cacherano Crivelli, che morirà giovanissimo nel 1758 e di cui parla nei primi capitoli della Vita.

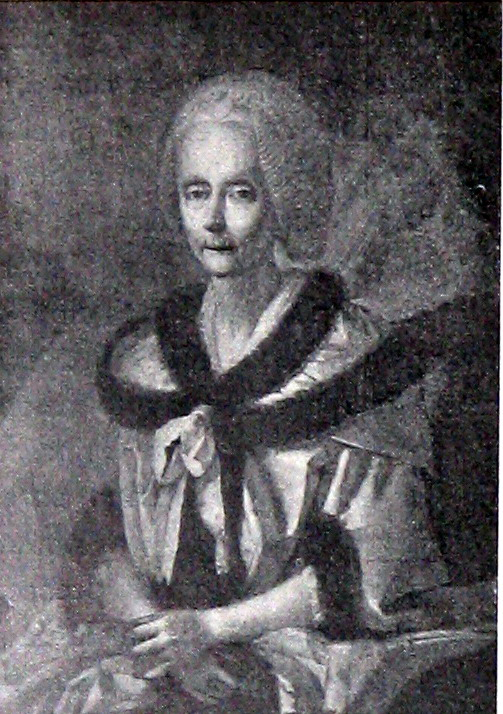
Ritratto di Monica Maillard in età avanzata

Il padre morì di polmonite il 5 dicembre 1749, nel primo anno di vita di Vittorio (secondo la Vita malattia contratta per lo "strapazzo continuo" del percorso giornaliero a piedi dalla città a «un borghetto distante circa due miglia da Asti, chiamato Rovigliasco» dove il piccolo Vittorio era messo a balia) e la madre si risposò in terze nozze nel 1750 con il cavaliere Carlo Giacinto Alfieri dei conti di Magliano (1718-1797), un parente del defunto marito. Dal terzo marito la madre avrà Anna Maria Giuseppina Barbara, Giuseppina Francesca, Pietro Lodovico Antonio, Giuseppe Francesco Agostino, Maria Francesca (1762-1821, coniugata Birago) e Francesco Maria Giovanni. Dei dodici fratelli e sorelle di Alfieri tutti morirono molto giovani, ad eccezione di Giulia, Angela Maria Eleonora e Maria Francesca.

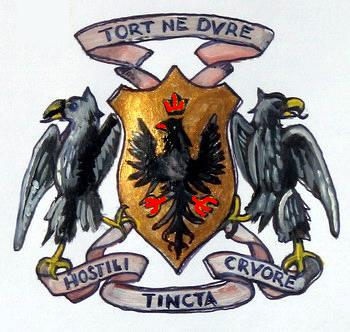
Lo stemma nobiliare della famiglia Alfieri. Tort ne dure (fr.), "Il torto non dura" (= Tutto prima o poi si paga); Hostili tincta cruore (lat.), "Bagnata dal sangue nemico"

Visse fino all'età di nove anni e mezzo ad Asti a palazzo Alfieri (la residenza paterna) poi nella zona dell'attuale piazza Umberto Cagni (nel palazzo non più esistente di proprietà del patrigno), affidato a un precettore, senza alcuna compagnia.
La sorella Giulia fu mandata a studiare presso il monastero astigiano di Sant'Anastasio. Questa separazione fu per lui, scrive nella Vita, un grande dolore, lo stesso che proverà sempre «nel dividersi da una qualche amata sua donna» o «nel separarsi da un qualche vero amico».
Come scrive nell'autobiografia, era un bambino molto sensibile, a tratti vivace, solitario, insofferente alle regole, descritto come tendente alla nevrosi e all'umore malinconico, una condizione che si protrarrà per tutta la vita, causandogli spesso anche disturbi psicosomatici. Soffrirà di frequenti disturbi gastrici per la sua intera esistenza.
Nel 1758, per volere del suo tutore, lo zio Pellegrino Alfieri, governatore di Cuneo e nel 1762 viceré di Sardegna, fu iscritto all'Accademia Reale di Torino. Viene ospitato dapprima dallo stesso zio Pellegrino; ma è troppo vivace, per cui viene fatto entrare il primo agosto, invece di ottobre, nell'Accademia, gestita da insegnanti ecclesiastici; questo lo fece sentire abbandonato fra estranei, in un luogo in cui "nessuna massima di morale e nessun ammaestramento di vita" veniva dato, perché "gli educatori stessi non conoscevano il mondo né per teoria né per pratica". I primi nove anni sono soprannominati dallo stesso Alfieri come "nove anni di vegetazione", privi di vere conseguenze, ma pure pieni di fatti e sentimenti significativi e rivelatori già di un carattere preciso e volitivo.
Alfieri all'Accademia compì i suoi studi di grammatica, retorica, filosofia, legge. Venne a contatto con molti studenti stranieri, i loro racconti e le loro esperienze lo stimolarono facendogli sviluppare la passione per i viaggi. Egli definì questi anni, affidato allo zio e al rozzo e corrotto domestico Andrea, "otto anni di ineducazione; asino, fra asini e sotto un asino", in cui si sentiva "ingabbiato" e con insegnanti inadeguati.
Nel 1762, grazie allo zio Benedetto Alfieri, assiste per la prima volta a uno spettacolo teatrale rappresentato al Teatro Carignano di Torino.
Dopo la morte dello zio, nel 1766 lasciò l'Accademia non terminando il ciclo di studi che lo avrebbero portato all'avvocatura e si arruolò nell'Esercito, diventando "portinsegna" (cioè "alfiere", tradizione di famiglia da cui derivava appunto il cognome, secondo una leggenda) nel reggimento provinciale di Asti. Rimase nell'esercito fino al 1774 e si congedò col grado di luogotenente. In questo periodo scoprirà anche un'altra delle sue passioni, l'amore per i cavalli, che lo accompagnerà sempre.

### I viaggi
Tra il 1766 e il 1772, Alfieri cominciò un lungo vagabondare in vari stati dell'Europa. Visitò l'Italia da Milano a Napoli, sostando a Firenze e a Roma, dove vide papa Clemente XIII; nel 1767 giunse a Parigi dove conobbe, tra gli altri, Luigi XV che gli parve un monarca tronfio e sprezzante. Deluso anche dalla città, a gennaio del 1768 giunse a Londra e, dopo un lungo giro nelle province inglesi, andò nei Paesi Bassi. A L'Aia visse il suo primo vero amore con la moglie del barone Imhof, Cristina (descriverà i precedenti sentimenti come "amorucci"). Costretto a separarsene per evitare uno scandalo, tentò il suicidio, fallito per il pronto intervento di Francesco Elia, il suo fidato servo, che lo seguiva in tutti i suoi viaggi, incaricato dalla famiglia di vegliare su di lui ancora minorenne.

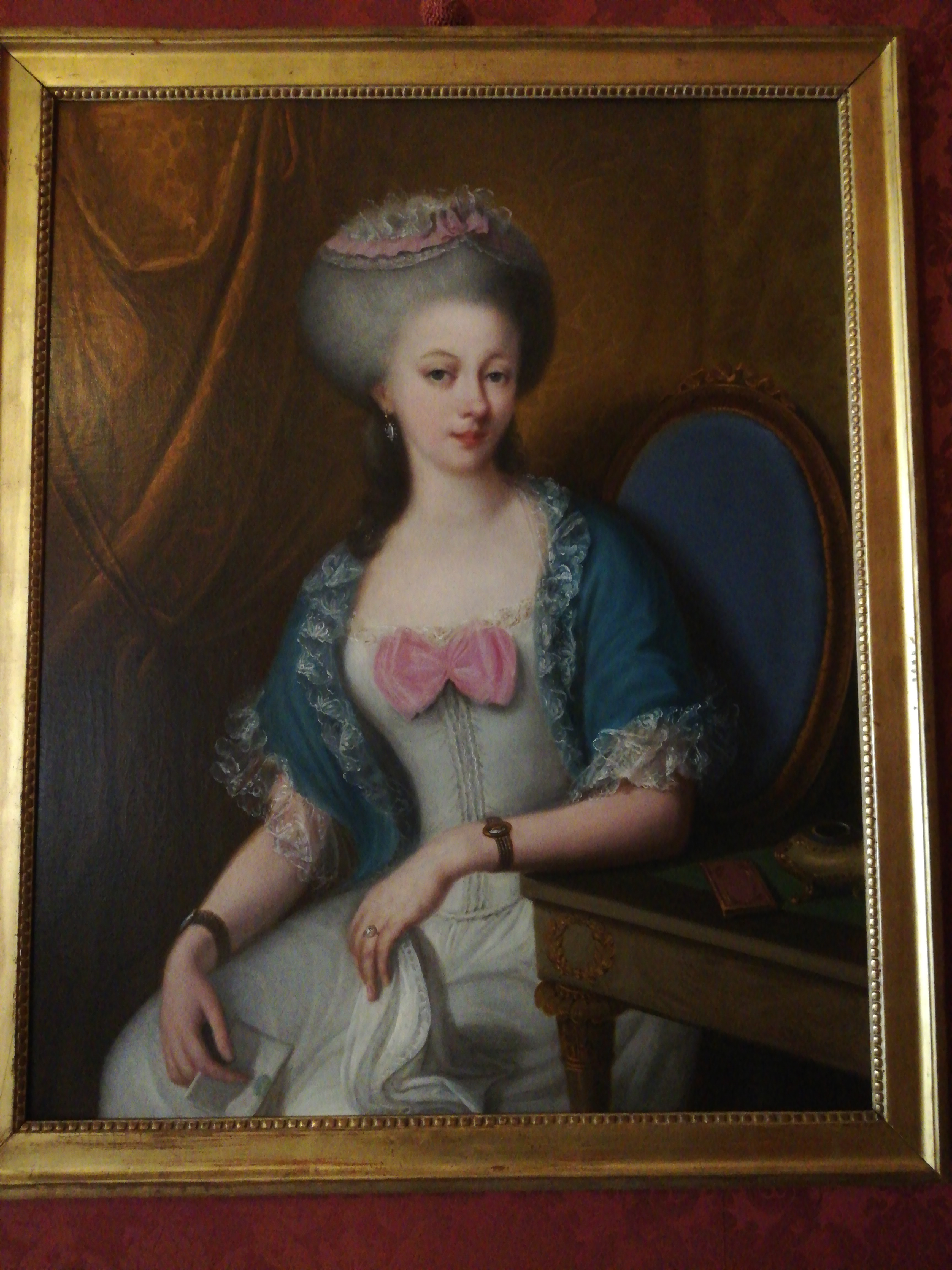
Ritratto di Giulia Alfieri contessa Canalis di Cumiana, esposto a Palazzo Alfieri nella camera in cui nacque e visse Vittorio Alfieri

Rientrò a Torino, dove alloggiò in casa di sua sorella Giulia, che nel frattempo aveva sposato il conte Giacinto Canalis di Cumiana. Vi rimase fino al compimento del ventesimo anno di età, quando, entrando in possesso della sua cospicua eredità, decise di lasciare nuovamente l'Italia. Fallisce intanto un tentativo del cognato di combinargli un matrimonio con una ragazza nobile e ricca.
Tra il 1769 e il 1772, in compagnia del fidato Elia, compì il secondo viaggio in Europa: partendo da Vienna, passò per Berlino, incontrando con fastidio e rabbia Federico II, toccò la Svezia e la Finlandia, muovendosi anche in slitta 3 sul mar Baltico gelato, giungendo in Russia, dove non volle neppure essere presentato a Caterina II (definita nella Vita come "Clitennestra filosofessa" a motivo del fatto che aveva fatto forse assassinare il marito lo zar Pietro III), avendo sviluppato una profonda avversione al dispotismo, anche "illuminato". 
Alla morte di Federico, Alfieri scrisse nelle Rime il sonetto critico Il Gran Prusso tiranno al qual dan fama (in cui il re viene definito costui, macchiato di assoluto regno, / Non può d’uomo usurpar nome, né loda; / Ma, di non nascer re forse era degno).
Intanto legge per la prima volta gli scrittori moderni (come Voltaire, Helvétius, Montaigne e Rousseau), e Plutarco, che lo colpirà enormemente, tanto da diventare la sua lettura prediletta:
Infastidito dal dover sempre chiedere il permesso di espatrio al re, continuò a viaggiare e raggiunse Londra e, nell'inverno del 1771, conobbe Penelope Pitt (1749-1827), moglie del visconte Edward Ligonier, incontrata già nella precedente visita, con la quale instaurò una relazione amorosa.
Il visconte, scoperta la tresca, sfidò a duello l'Alfieri, che, già impedito al braccio sinistro per una caduta da cavallo, rimase ferito al braccio destro lievemente. Secondo quanto scrive Elia (in una lettera al cognato conte di Cumiana), che leggeva la notizia sui giornali inglesi, anche Ligonier riportò due leggere ferite. Lo scandalo che seguì e il processo per adulterio con conseguente divorzio, pregiudicarono una possibile carriera diplomatica dell'Alfieri; in seguito a questi fatti fu costretto a lasciare la donna (che già aveva un altro amante, motivo per cui Alfieri rifiutò di sposarla, uno stalliere che riferì tutti i particolari alla stampa), dopo litigi furiosi, la minaccia di uccidersi e molte esitazioni, e ad abbandonare la terra d'Albione. Penelope Pitt si risposò poi nel 1784 con un tale capitano Smith, ufficiale delle Royal Horse Guards.

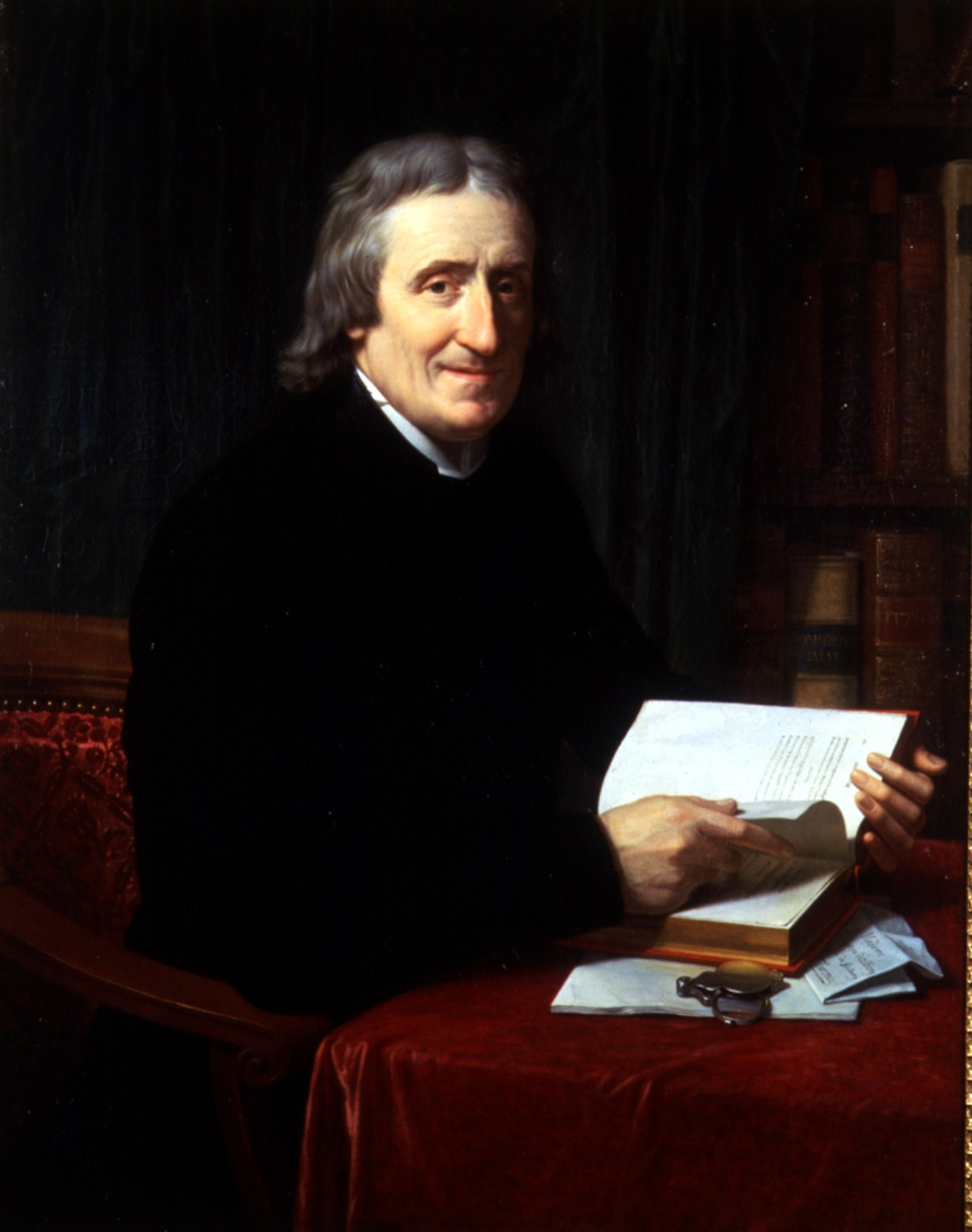
Tommaso Valperga di Caluso ritratto da François-Xavier Fabre nel 1802

Provato dalla delusione d'amore londinese, che definì "disinganno orribile", Alfieri riprese così il suo girovagare, prima nei Paesi Bassi, poi in Francia, Spagna (noto il vivace episodio in cui lui e il servo litigano furiosamente fra di loro e con uno spagnolo fino a mettere mano alle spade, dopo che Alfieri gli ebbe tirato un candelabro ferendolo alla testa in seguito ad una pettinatura dolorosa: anni dopo scrive con rammarico che si trattò di "orribile rissa, di cui io rimasi dolentissimo e vergognosissimo e dissi ad Elia ch’egli avrebbe fatto benissimo ad ammazzarmi"), in particolare a Valencia, Barcellona, Madrid e nel deserto dell'Aragona, e infine Portogallo, dove a Lisbona incontrò l'abate piemontese Tommaso Valperga di Caluso, con cui strinse un'amicizia che durerà tutta la vita e che lo spingerà a intraprendere la sua carriera letteraria; nel 1772 cominciò il viaggio di ritorno.

### Ritorno a Torino e viaggio in Toscana
Arrivò a Torino il 5 maggio 1772, indebolito e ammalato Nel 1773 si ammala di nuovo gravemente allo stomaco e all'intestino, e fa testamento per la prima volta.
Il ventiquattrenne Alfieri rientrato nella capitale sabauda, ancora provato dal travagliato amore, dal 1773 si dedicò per due anni ad uno studio intenso della letteratura, rinnegando in tal modo, secondo le sue stesse parole, «anni di viaggi e dissolutezze»; a Torino prese una casa in piazza San Carlo, la ammobiliò sontuosamente, ritrovò i suoi vecchi compagni di Accademia militare e di gioventù. Riprende le letture incominciate già nel 1768. Legge Plutarco, Dante, Petrarca, il Don Chisciotte della Mancia, Cicerone e tutti i classici e i contemporanei, arrivando a possedere una vastissima biblioteca. Con gli amici istituì una piccola società che si riuniva settimanalmente in casa sua per «banchettare e ragionare su ogni cosa», la "Societé des Sansguignon", in questo periodo scrisse «cose miste di filosofia e d'impertinenza», per la maggior parte in lingua francese, tra cui l'Esquisse de Jugement Universél, ispirato agli scritti di Voltaire e Montesquieu. Sottopone i suoi primi scritti, come farà per diversi anni, agli amici Agostino Tana e padre Paciaudi, quali critici letterari che gli forniscono diversi consigli.
Ebbe anche una relazione con la marchesa Gabriella Falletti di Villafalletto, moglie di Giovanni Antonio Turinetti marchese di Priero, vecchia conoscenza del tempo dell'Accademia. Tra il 1774 e il 1775, mentre assisteva la sua amica malata, portò a compimento la tragedia Antonio e Cleopatra, rappresentata a giugno di quello stesso anno a Palazzo Carignano, con successo. Nel frattempo cominciò il lavoro sulle altre tragedie.
Nel 1775 troncò definitivamente la liaison amorosa con la marchesa Falletti, e studiò e perfezionò la sua grammatica italiana riscrivendo le tragedie Filippo e Polinice, che in una prima stesura erano state scritte in francese. Per imporsi forzatamente l'abbandono dell'amante, da cui aveva tentato di allontanarsi con viaggi verso Milano e Roma ma ogni volta ritornando dopo pochi giorni, si taglia il codino che tutti i nobili e i borghesi usavano portare, perché, vergognandosi di mostrarsi "tosato", non sarebbe uscito di casa. Per dedicarsi solo ed esclusivamente alla letteratura per lungo tempo, arrivò a farsi legare alla sedia da Elia, in un famosissimo episodio.

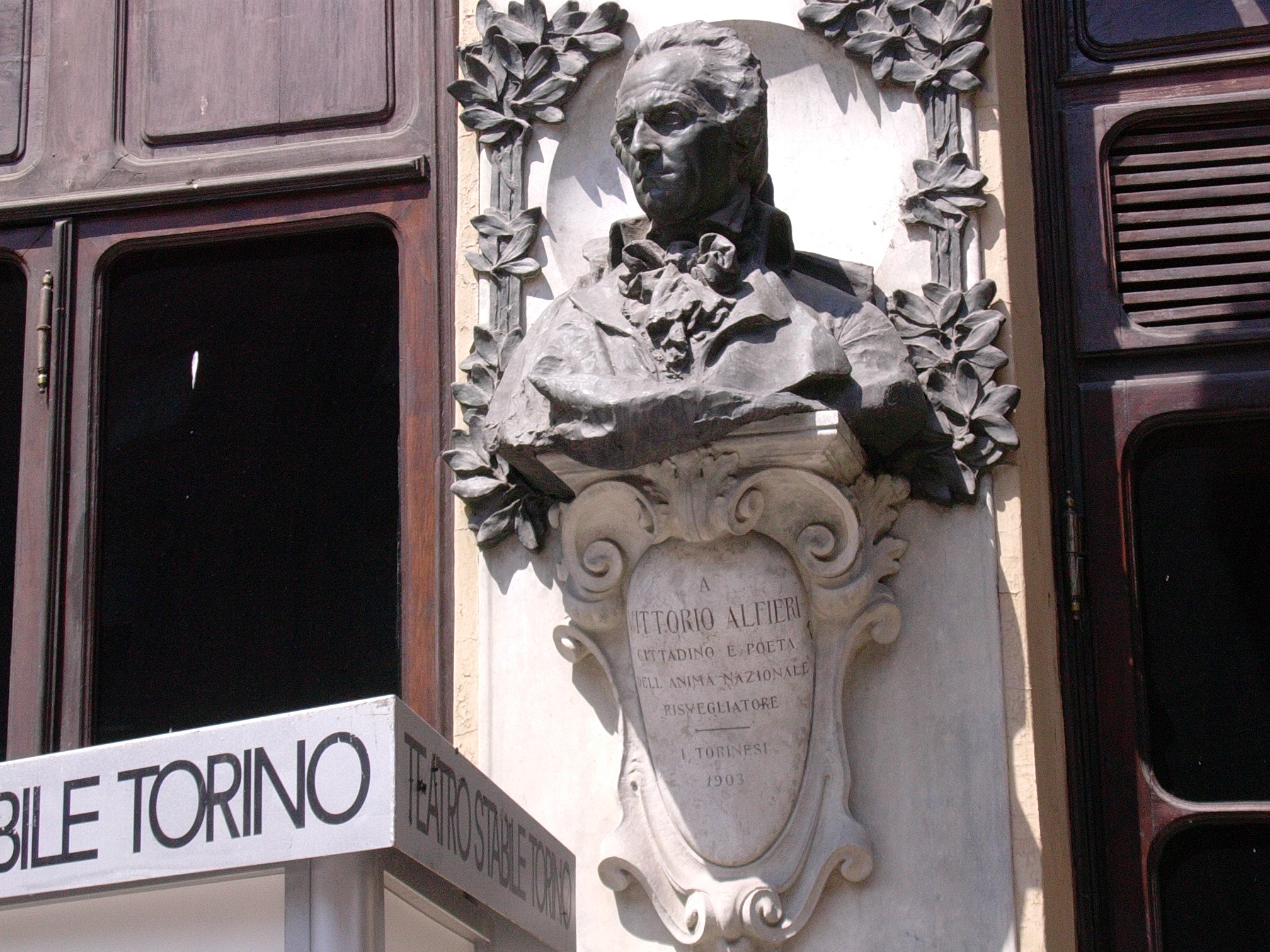
Busto dedicato a Vittorio Alfieri a Torino, in piazza Carignano

Riscrive la Cleopatra, stendendo con insoddisfazione le prime tragedie in lingua francese, che poi riscriverà in italiano.
Nell'aprile dell'anno seguente si recò a Pisa e Firenze per il primo dei suoi "viaggi letterari" per apprendere bene la lingua italiana ("toscana") e come disse, "spiemontizzarsi" e "disfrancesarsi", dedicandosi allo studio e compilando anche piccoli vocabolari d'uso in cui alle parole e alle espressioni francesi o piemontesi corrispondevano "voci e modi toscani". Qui iniziò la stesura dell'Antigone e del Don Garzia. Rivisto a Torino l'abate di Caluso, tornò poi in Toscana nel 1777, in particolare a Siena, dove conobbe quello che sarebbe diventato uno dei suoi più grandi amici, il mercante Francesco Gori Gandellini. Questi influenzò notevolmente le scelte letterarie dell'Alfieri, convincendolo ad accostarsi alle opere di Niccolò Machiavelli. Da queste nuove ispirazioni nacquero La congiura de' Pazzi, il trattato Della Tirannide, l'Agamennone, l'Oreste e la Virginia (che in seguito susciterà l'ammirazione del Monti).

### La contessa d'Albany
(da Vita di V. Alfieri, Epoca quarta, 1777, capitolo V)

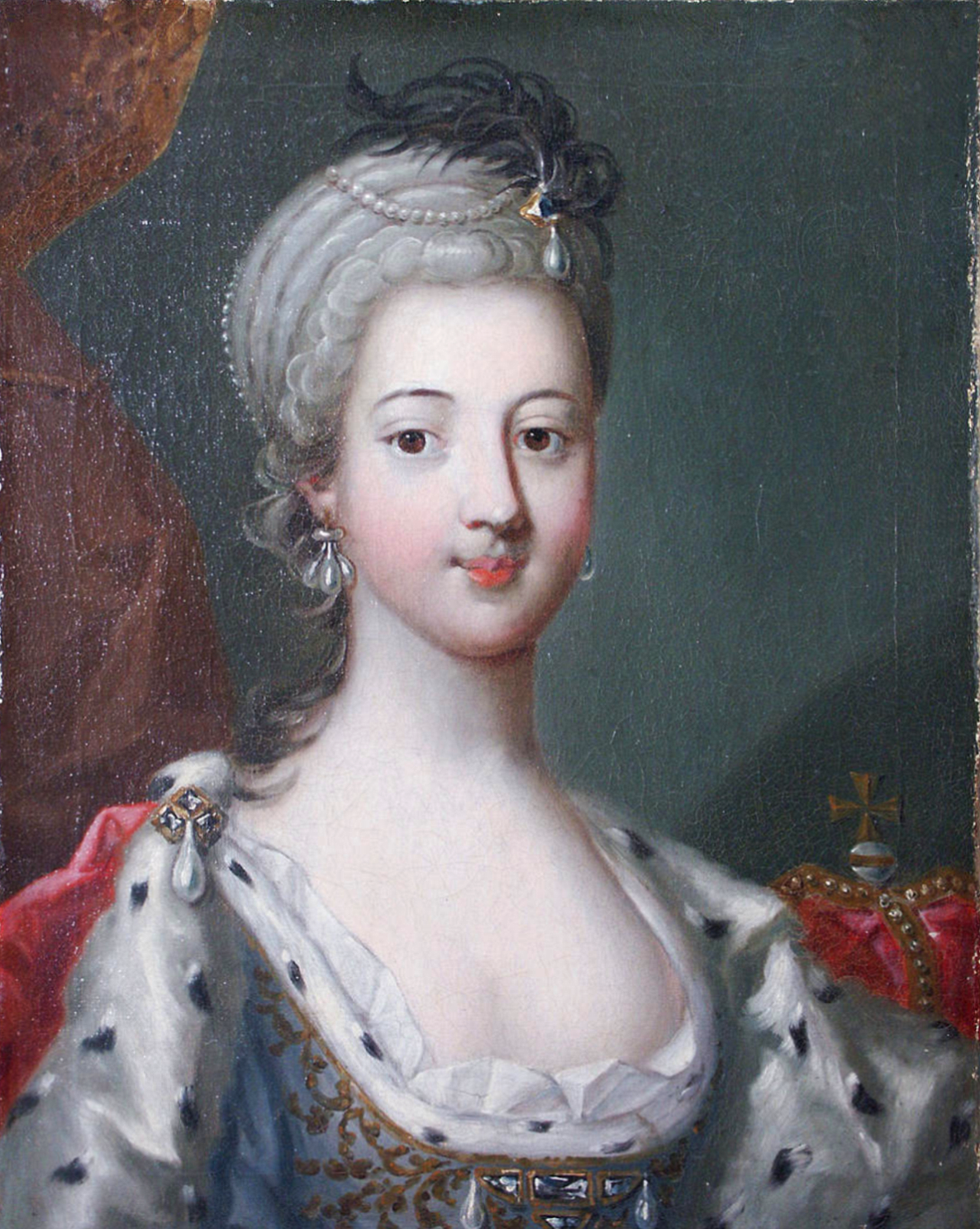
Ritratto di Luisa d'Albany nel decennio 1770

Ottenuto finalmente di avere un "degno lavoro" come uomo di lettere (nella Vita afferma che in questo periodo era «immerso negli studj e nella malinconia, ritroso e selvaggio per indole, e tanto più sempre intento a sfuggire tra il bel sesso quelle che più aggradevoli e belle mi pareano»), nell'ottobre del 1777, mentre terminava la stesura di Virginia, Alfieri conobbe a Firenze la donna che lo tenne a sé legato per tutto il resto della vita, e che definì come il suo "degno amore": la principessa Luisa di Stolberg-Gedern, contessa d'Albany, moglie di Carlo Edoardo Stuart, pretendente giacobita al trono di Gran Bretagna secondo la successione Stuart, che Alfieri aveva già visto da lontano l'anno prima. Nello stesso periodo si dedicò alle opere di Virgilio e terminò il trattato Del Principe e delle lettere e il poema in ottave L'Etruria vendicata. La sua ennesima relazione con una donna sposata rischiava di finire come le altre se non fosse che lo Stuart, alcolizzato e violento, non si limitò a far scoppiare uno scandalo o sfidare il poeta a duello, ma divenne aggressivo con la giovane moglie, a cui era andato in sposo pochi anni prima, in un matrimonio combinato da Luigi XV e Maria Teresa d'Austria. Alfieri descrive lo Stuart come "sempre ebro attempato marito" e riguardo a Luisa afferma che "le sue pene eran mie; e vi ho successivamente patito dolori di morte. Io non la poteva vedere se non la sera, e talvolta a pranzo... ma sempre presente lo sposo..."
Con l'avallo del governo granducale, la contessa d'Albany riuscì con uno stratagemma ad abbandonare il marito rifugiandosi a Roma presso il convento delle Orsoline, con l'aiuto di suo cognato, Enrico Benedetto Stuart, cardinale e duca di York, che disapprovava il comportamento del fratello e ignorava la relazione della cognata con Alfieri. Nell'autobiografia il poeta descrive l'aspirante re come una sorta di tiranno:
(Vita, Epoca IV, capitolo VIII)
Dopo qualche tempo Alfieri, che nel frattempo (1778) aveva donato, con il famoso atto definito da lui come "disvassallarsi" dalla monarchia assoluta dei Savoia di cui non voleva essere suddito, tutti i beni e le proprietà feudali alla sorella Giulia riservandosi un vitalizio (dopo aver pensato di vivere come allevatore di cavalli) e una parte del capitale, oltre che rinunciato alla cittadinanza del Regno sabaudo-piemontese (divenendo apolide), raggiunse a Roma la contessa e si recò poi a Napoli, dove terminò la stesura dell'Ottavia ed ebbe modo di iscriversi alla loggia massonica della "Vittoria". Pur mantenendo il titolo di conte, d'ora in poi si firmerà sempre "Vittorio Alfieri da Asti", come un semplice cittadino. In aprile «una breve ma forte malattia infiammatoria, con un'angina» lo debilita di nuovo.

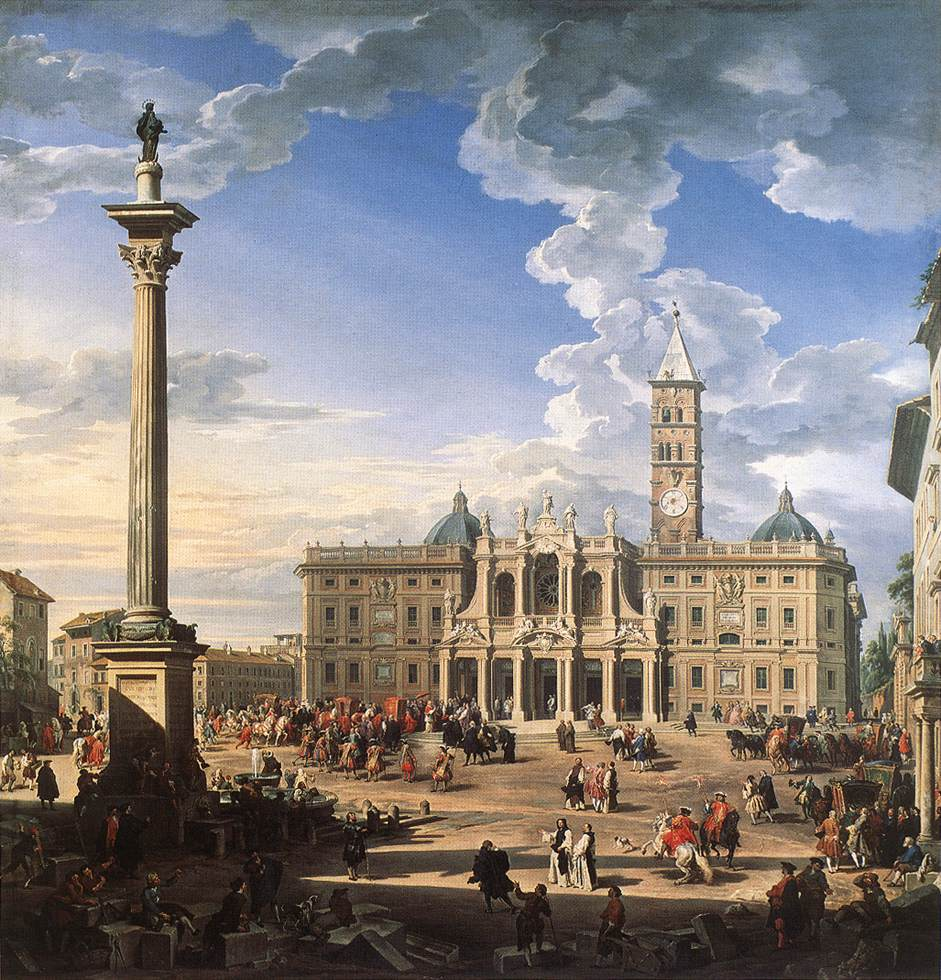
Roma, Veduta di Santa Maria Maggiore, di Giovanni Paolo Pannini (1744)

Tornò a Roma stabilendosi a Villa Strozzi presso le Terme di Diocleziano, con la contessa d'Albany, che nel frattempo ottenne una dispensa papale, sempre grazie al cognato, che le permise di lasciare il monastero di clausura. Nei due anni successivi di soggiorno romano lo scrittore portò a compimento le tragedie Merope e Saul (1782), il suo capolavoro, dedicato all'amico Tommaso Valperga di Caluso, e viene ricevuto in udienza da papa Pio VI. Altre tragedie abbozzate, alcune stese interamente anche se non in versi, furono da lui stesso distrutte (ad esempio un Romeo e Giulietta).
Nel 1783, Alfieri fu accolto all'Accademia dell'Arcadia col nome di Filacrio Eratrastico. Nello stesso anno terminò anche l'Abele. Tra il 1783 e il 1785 pubblicò in tre volumi la prima edizione delle sue tragedie stampate dai tipografi senesi Pazzini e Carli. Ma questo periodo idilliaco fu bruscamente interrotto dal cardinale di York, il quale, scoprendo la relazione dello scrittore con la cognata, gli intimò di abbandonare Roma, pena un decreto di espulsione papale che non gli avrebbe più permesso il ritorno. Egli anticipa qualsiasi intervento e decide dolorosamente di partire. Il poeta per la seconda volta della sua vita è colto dal pensiero del suicidio, come riportano alcuni sonetti del periodo, ossessionati dal pensiero della morte e dell'amore infelice, ad esempio Te chiamo a nome il dì ben mille volte del 1783, in cui è evidente anche il gusto preromantico della poesia cimiteriale.
(da Rime)
Alfieri, con il pretesto di far conoscere le proprie tragedie ai maggiori letterati italiani, intraprese allora una serie di viaggi. Conobbe Ippolito Pindemonte a Venezia, Pietro Verri, suo fratello Alessandro, e Giuseppe Parini a Milano, Melchiorre Cesarotti a Padova (giugno 1783). Ma le tragedie raccolsero per la maggior parte giudizi negativi. Il Parini gli diede alcuni consigli e gli dedicò dei versi. Riguardo al Cesarotti, Alfieri ammirava il suo lavoro letterario di traduttore dei Canti di Ossian, meno le sue traduzioni dal francese, e con lui ebbe degli screzi personali interrompendo i rapporti epistolari fino al 1796.
Solamente il poeta Ranieri de' Calzabigi si complimentò con lo scrittore che con le sue opere aveva posto il teatro italiano sullo stesso piano di quello transalpino.

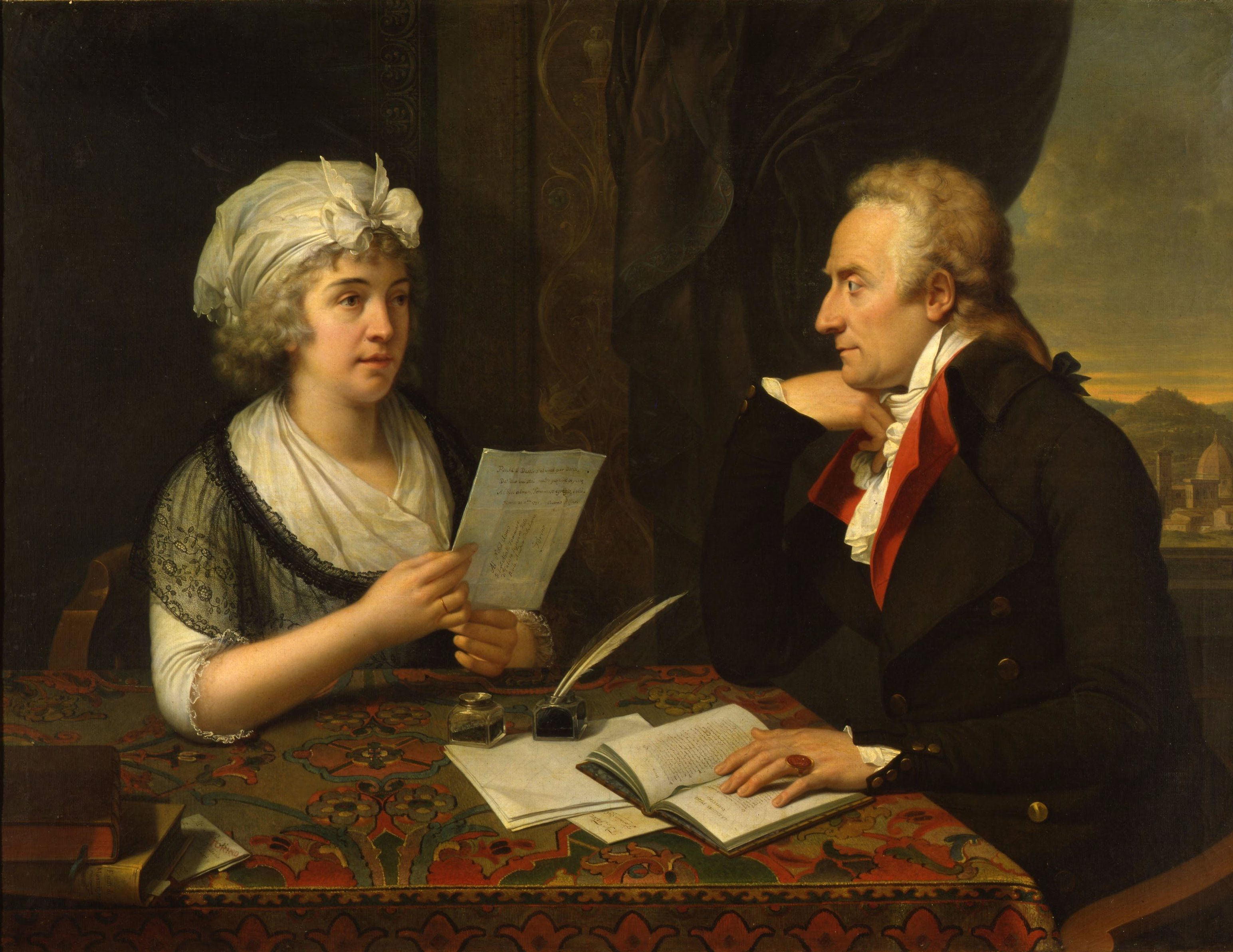
Alfieri e la contessa d'Albany, F. X. Fabre, 1796, Torino, Museo civico d'arte antica, realizzato per Tommaso Valperga di Caluso e precedentemente al Castello di Masino dove oggi è esposta una copia, assieme a un altro ritratto della contessa

Nel 1782 e nel 1783 viene colpito per la prima volta dalla gotta. L'anno seguente va in Inghilterra per la terza volta, per comprare dei cavalli, passando per Parigi, dove non apprezza l'ambiente ma assiste a due degli esperimenti col pallone volante o aerostatico con equipaggio, il volo sui tetti della città il 21 novembre 1783 eseguito dai fratelli Montgolfier, e quello di Charles e Robert il 1º dicembre, e transitando per Asti per rivedere la madre. Nell'aprile del 1784 la contessa d'Albany, per intercessione di Gustavo III di Svezia presso Carlo Edoardo, ottenne la separazione legale dal marito e il permesso di lasciare Roma; si ricongiunse all'Alfieri ad agosto, nel castello di Martinsbourg a Colmar. Qui Alfieri scrisse l'Agide, la Sofonisba e la Mirra.
Costretti ad abbandonare l'Alsazia alla fine dell'anno, in condizioni di salute non buone, per l'obbligo della contessa di risiedere negli Stati papali (a causa di un nuovo intervento contrario del cardinale di York), Alfieri si sistemò a Pisa e la Stolberg a Bologna. La già insostenibile situazione fu aggravata dalla improvvisa morte dell'amico Gori, che aveva confortato e sostenuto Alfieri in questi anni. Sono di quel periodo alcune rime, il Panegirico di Plinio a Traiano e le Note, sorte in polemica risposta verso le critiche negative alle sue tragedie.
Nel 1785 portò a termine le tragedie Bruto primo e Bruto secondo. Poco dopo Alfieri dà alle stampe la Mirra (dedicata apertamente a Luisa d'Albany) assieme al Saul, ritenuta il capolavoro assoluto di Alfieri, opera anticipatrice, come i miti greci a cui si rifà, di tematiche della psicoanalisi. Dal 1785 al 1789 Alfieri ebbe come segretario personale Gaetano Polidori, padre dello scrittore John Polidori e nonno del pittore preraffaellita Dante Gabriel Rossetti.

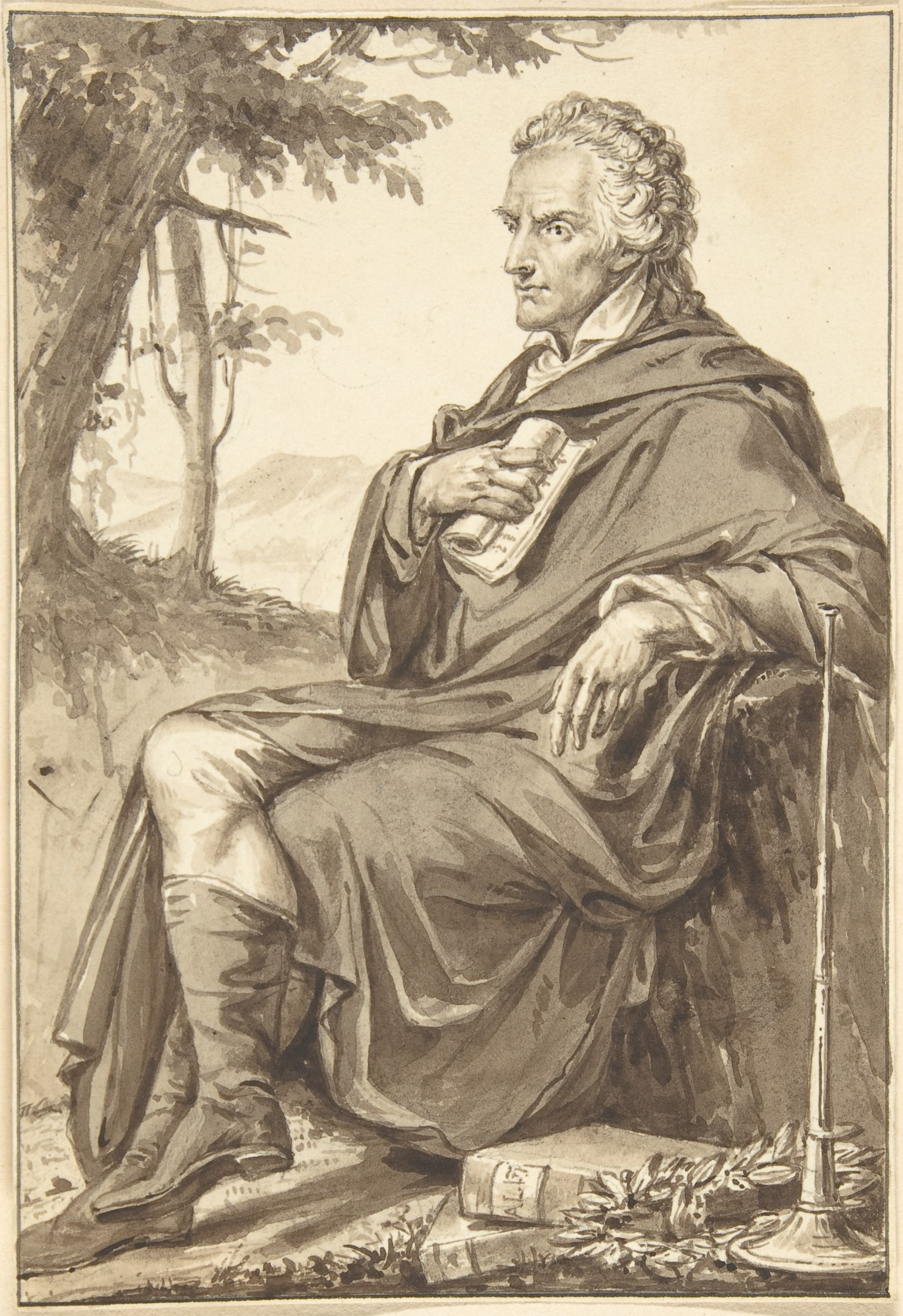
Jean-François Bosio, Ritratto del conte Vittorio Alfieri, incisione, Metropolitan Museum of Art, New York

### Il periodo in Francia
Dopo aver licenziato nel 1785, previa buonuscita e il mantenimento di una pensione mensile, il domestico Elia, continua come già dal 1778 a non avere più servitù con l'eccezione di un domestico, e ridurre il vitto e gli abiti allo stretto necessario, prendendo l'uso di vestire quasi sempre di nero. Nel dicembre del 1786, l'Alfieri e la Stolberg, per sfuggire definitivamente all'influenza di Enrico Benedetto Stuart e del potere papale, si trasferirono a Parigi acquistando due case separate; in questo periodo furono ripubblicate le sue tragedie per opera dei famosi stampatori Didot.

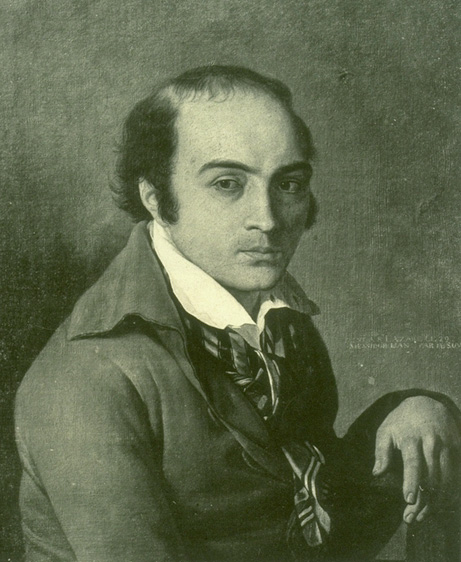
Chénier in prigione, ritratto di Joseph-Benoît Suvée nel 1794

Nel salotto della Stolberg, frequentato anche da Pindemonte, Alfieri conobbe o vide molti letterati, intellettuali e personaggi importanti del tempo (tra cui alcuni futuri rivoluzionari) come il pittore David, Beaumarchais (che gli permise di stampare le sue opere a Kehl), Necker e sua figlia Madame de Staël (che frequenterà la Stolberg anche molti anni dopo a Firenze), Giuseppina di Beauharnais (la futura moglie di Napoleone), il giurista reale Malesherbes, Madame de Genlis, Honoré de Mirabeau, La Harpe, Marmontel, e i due fratelli poeti André e Marie-Joseph Chénier. Egli manteneva tuttavia un certo distacco, tenendosi in disparte quando era presente, e non parla di nessuno di essi nell'autobiografia (a parte del Beaumarchais), affermando di non aver voluto «né trattare, né conoscere pur di vista nessuno di quei tanti facitori di falsa libertà, per cui mi sentiva la piú invincibile ripugnanza, e ne aveva il piú alto disprezzo [...] non avendo mai né visto, né udito, né parlato con qualunque di codesti schiavi dominanti francesi, né con nessuno dei loro schiavi serventi». È stata rilevata comunque una somiglianza tra il trattato alfieriano Della tirannide (1777, riveduto nel 1790) e il Saggio sul dispotismo (1776) del Mirabeau, che tratta lo stesso tema, anche se Mirabeau lo risolve auspicando la monarchia costituzionale, mentre Alfieri lascia il nodo temporaneamente irrisolto non fornendo soluzioni politiche, sebbene si dichiari repubblicano.
Gli unici dei frequentatori di casa Stolberg con cui ebbe un buon rapporto personale furono il console Filippo Mazzei, diplomatico toscano naturalizzato statunitense (collaboratore dell'allora ambasciatore Thomas Jefferson), con cui strinse un'amicizia che durò negli anni successivi, e André Chénier, che ne rimase talmente colpito da dedicargli alcuni suoi scritti; Alfieri lesse il manoscritto del trattato Del principe e delle lettere a Chénier, il quale trovò in esso una grande affinità con quanto andava scrivendo nel proprio Essai sur la perfection des lettres et des arts, rimasto tuttavia incompiuto. Chénier vi scrive a proposito di Alfieri che «l'unanimità dei sentimenti e delle opinioni era stata la prima causa della nostra amicizia», e aggiunge di essere rimasto «stupito e lusingato di vedere spesso un'onorevole somiglianza tra ciò che egli aveva scritto e quel che io scrivevo». Divenne uno dei suoi migliori amici.
Nel 1787, in Alsazia, venne colpito da una gravissima malattia gastrointestinale che lo ridusse in fin di vita, ma lentamente si riprese. Nel febbraio del 1788, con la morte di Carlo Edoardo Stuart, Alfieri e la contessa poterono finalmente vivere liberamente la loro relazione. I due decisero di non sposarsi, poiché col matrimonio la contessa d'Albany sarebbe divenuta la contessa Alfieri di Cortemilia, perdendo il titolo di principessa vedova Stuart e l'appannaggio, mentre Alfieri asserì di non voler "avere una semplice contessa per moglie, potendo avere per amante una regina!".

### La rivoluzione francese e Napoleone
(da Vita di V. Alfieri, Epoca quarta, "capitolo XIX (1790)")
Nel 1789, Alfieri e la sua compagna furono testimoni oculari dei moti rivoluzionari di Parigi. Gli avvenimenti in un primo tempo fecero comporre al poeta l'ode A Parigi sbastigliato, in occasione della presa della Bastiglia (14 luglio), ode che poi però rinnegò: l'entusiasmo si trasformò in odio verso la rivoluzione e i francesi mai troppo amati, esplicitato nelle rime de Il Misogallo. Tra il 1791 e il 1792 visitò di nuovo l'Inghilterra, dove l'Albany tentò di ottenere una pensione dagli Hannover.

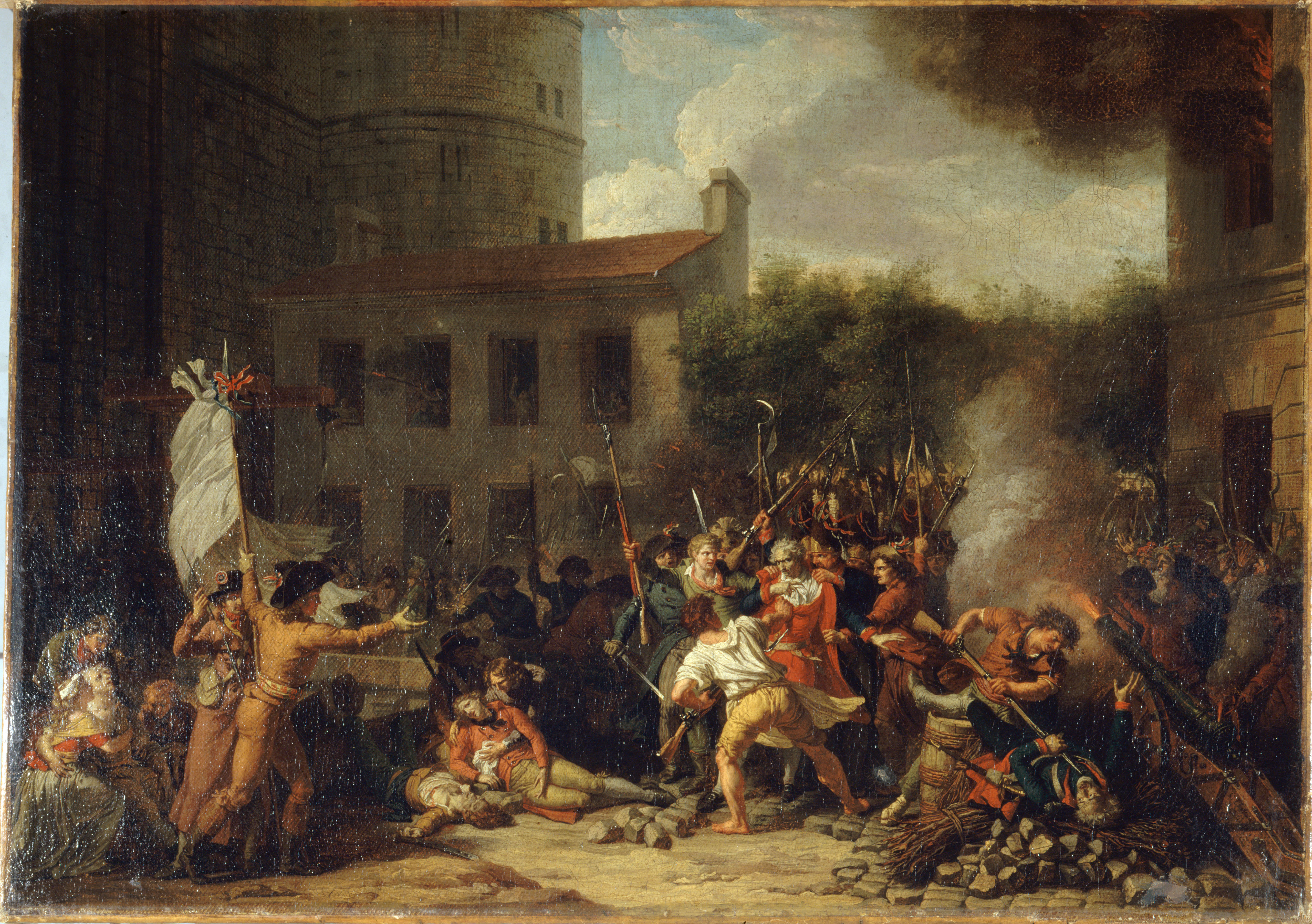
La presa della Bastiglia (Charles Thévenin, 1793). Musée Carnavalet, Parigi

Nel 1792 l'arresto di Luigi XVI il 13 agosto, in seguito alle stragi del 10 agosto convinsero la coppia, ottenuti i passaporti (le "schiavesche patenti") a lasciare definitivamente la città per tornare, passando attraverso Belgio, Germania e Svizzera, in Toscana. Nel frattempo era stato emanato un ordine d'arresto per la contessa, in quanto nobile e straniera, ma non per Alfieri; anticipando la partenza da Parigi il 12 e forzando i posti di blocco ("io balzai di carrozza fra quelle turbe, munito di tutti quei sette passaporti, ad altercare, e gridare, e schiamazzar più di loro; mezzo col quale sempre si vien a capo dei francesi"), Alfieri e la compagna si salvarono dai gendarmi venuti per eseguire il mandato, che saccheggiarono la loro abitazione.

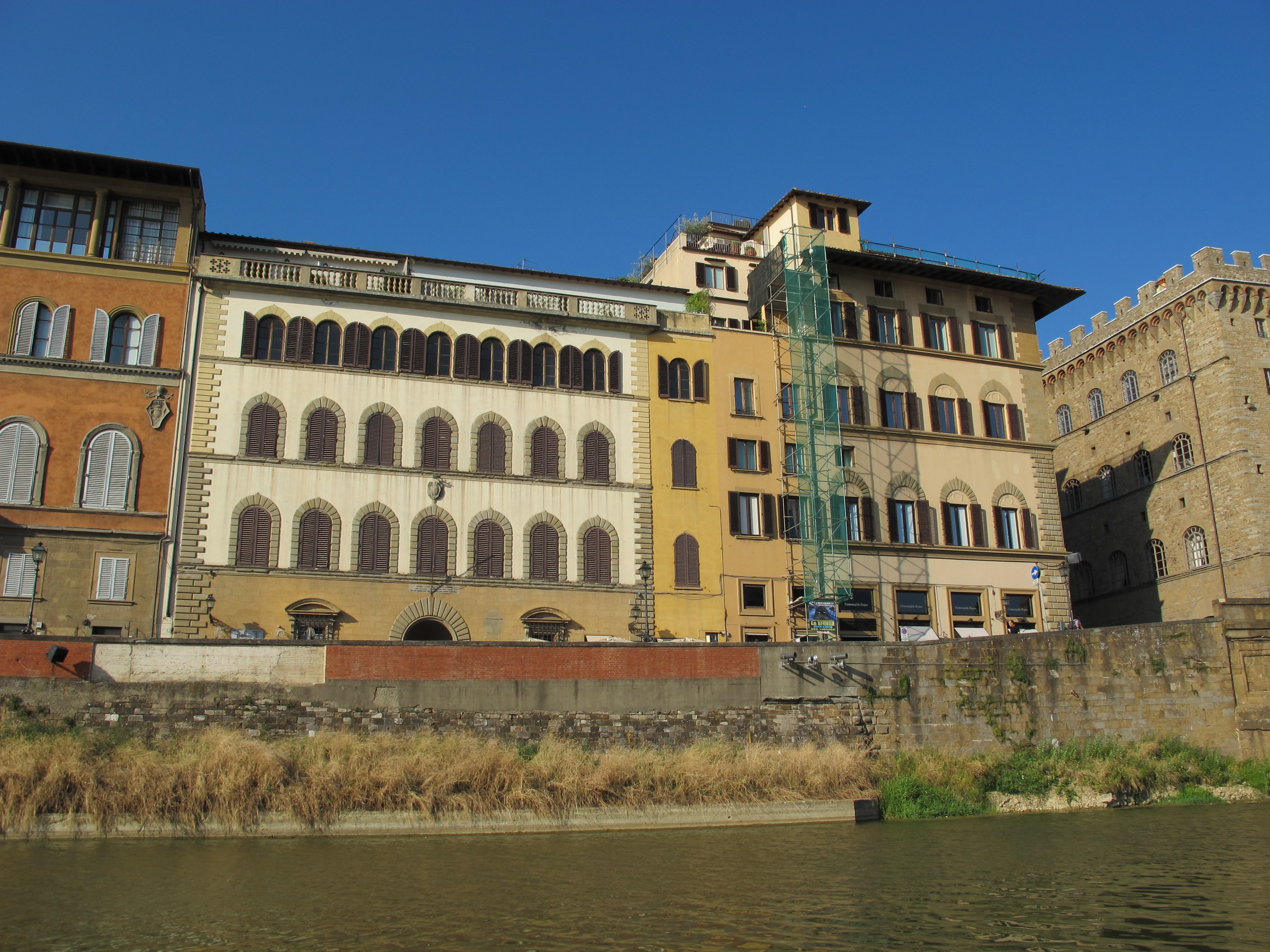
I Palazzi Gianfigliazzi, 2 e 4, visti dal fiume Arno. Il primo fu la residenza di Alfieri con Luisa d'Albany dal 1792 fino al giorno della morte nel 1803.

Poco dopo infatti fu proclamata la Repubblica francese (21 settembre) e i loro beni rimasti furono sequestrati, compresi libri, manoscritti, mobili, effetti personali e la maggioranza del denaro, investito in titoli di stato della corona e svalutato dall'assegnato. Tra il 1792 e il 1796 Alfieri, stabilitosi in Palazzo Gianfigliazzi a Firenze, in condizioni economiche precarie dopo l'entrata dei francesi in Piemonte con la campagna d'Italia del generale Napoleone Bonaparte. e il blocco della rendita vitalizia piemontese, si immerse totalmente nello studio dei classici greci (dopo aver appreso il greco antico da autodidatta in due anni, con uno impegno cominciato a 46 anni che suscitò lo stupore del Caluso) traducendo Euripide, Sofocle, Eschilo, Aristofane. Proprio da queste ispirazioni nel 1798 nacque l'ultima tragedia alfieriana ("spergiuro per l'ultima volta ad Apollo", scrive, essendosi ripromesso di non comporre più tragedie): l'Alceste seconda, da lui definita "ultime scintille d'un vulcano presso a spegnersi" e considerata dall'Alfieri più che altro un approfondimento della sua traduzione Alceste prima. Studia anche la lingua ebraica sulle traduzioni interlineari della Bibbia. Si appassiona anche a recitare le proprie tragedie personalmente, preferendo per sé il ruolo di Saul. Nel 1799 scrive le ultime Rime ("sigillai la lira, e la restituii a chi spettava, con un'Ode sull'andare di Pindaro, che per fare anche un po' il grecarello intitolai Teleutodìa").

### Gli ultimi anni
Tra il 1799 e il 1801 le vittorie francesi sul suolo d'Italia costrinsero l'Alfieri a fuggire da Firenze per rifugiarsi in una villa presso Montughi, temendo per la propria vita durante l'occupazione del 1799, ritornando poi quando ottenne la rassicurazione di non dover ospitare soldati nel palazzo sull'Arno. Il suo misogallismo gli impedì persino di accettare la nomina a membro dell'Accademia delle Scienze di Torino nel 1801, dopo che il Piemonte era entrato anch'esso in orbita napoleonica.
Il poeta non si oppose apertamente e politicamente al dominio filo-francese in Toscana, ma si ritirò completamente dalla vita pubblica affidandando alle rime, principalmente a Il Misogallo, il suo sdegno. Durante questo periodo, nonostante facesse vita estremamente appartata, divenne il punto di riferimento di molti patrioti e letterati italiani, e le sue tragedie riscossero un enorme successo di pubblico. Il giovane poeta Ugo Foscolo lo prese a modello da seguire, considerandosi un suo discepolo spirituale..

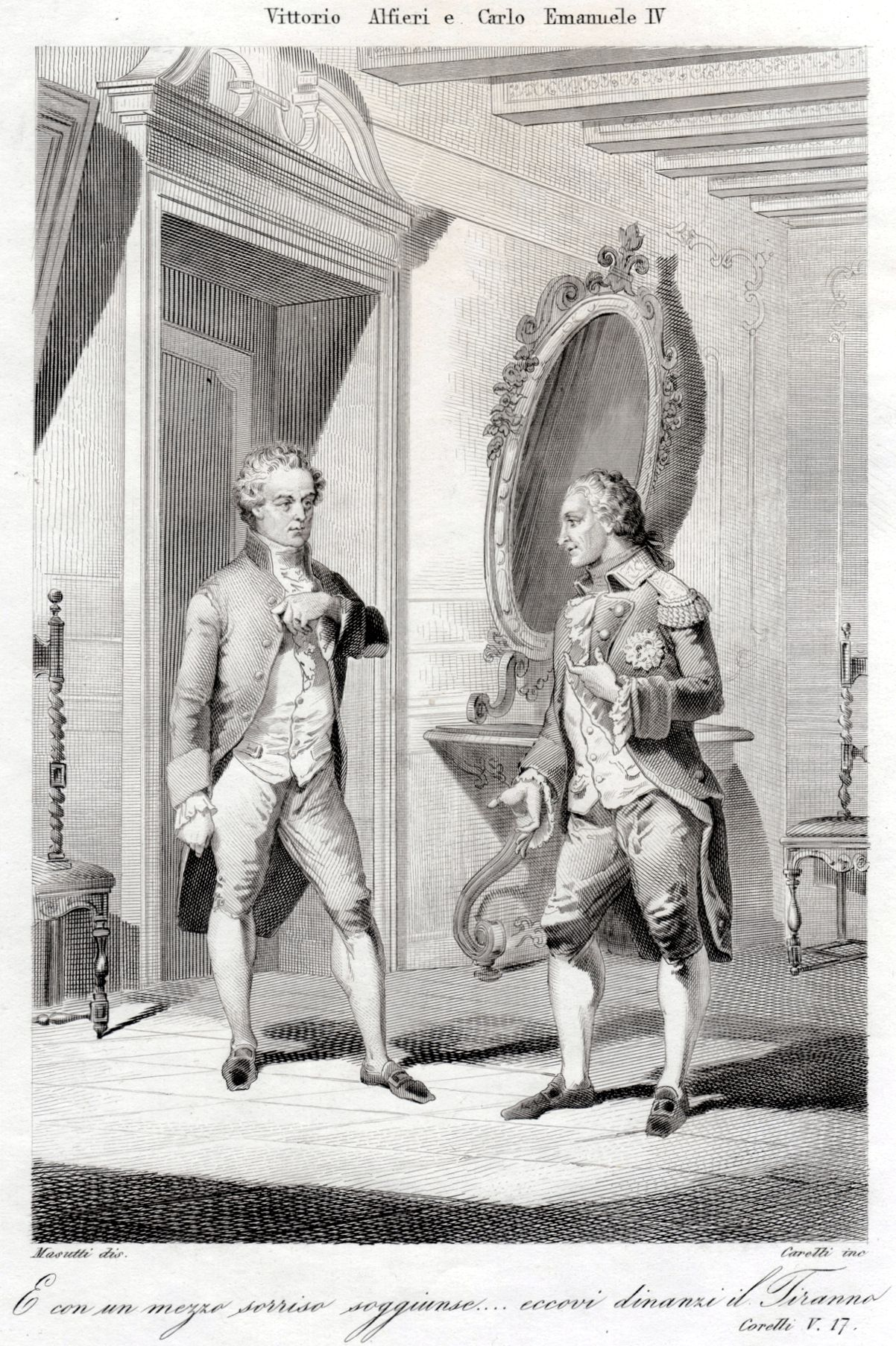
Incontro tra Alfieri e il re piemontese esiliato Carlo Emanuele IV di Savoia (1799)

Ad Alfieri Foscolo dedicò il Tieste (1797), inviandolo al drammaturgo astigiano con la dedica, pur non riuscendolo a incontrare di persona. Su richiesta del Cesarotti, a cui rispose nonostante i difficili rapporti passati, che gli scrisse una lettera di presentazione, accetta di vedere la contessa Isabella Teotochi Albrizzi, giovane animatrice di un celebre salotto veneziano - frequentato negli anni dallo stesso Cesarotti, dal Pindemonte e da Foscolo, nonché in buoni rapporti con l'ex pittrice di corte francese esule dopo la rivoluzione Élisabeth Vigée Le Brun, che la ritrasse. L'Albrizzi lasciò una descrizione di Alfieri nei suoi scritti, e ne difenderà l'opera dai detrattori. Frequenta solo la famiglia piemontese d'Azeglio, nobili piemontesi esiliati: Massimo d'Azeglio ne I miei ricordi ricorda di aver incontrato Alfieri da piccolo, probabilmente nel 1802, mentre lui stesso posava come modello per Fabre.

Il generale francese Alexandre Miollis, entrato a Firenze, cercò di incontrarlo ma Alfieri rifiutò, con la seguente missiva, riportata quasi identica nella Vita: 
Intanto, con una lettera di circostanza, la Stolberg riesce a riavere da Napoleone la pensione francese, mentre Alfieri non recuperò più i beni sequestrati in Francia, gli investimenti in titoli di stato francesi e, per diverso tempo, fu sospesa la rendita del Piemonte che veniva dalla famiglia. Soltanto nel 1798, Pierre-Louis Ginguené, ambasciatore di Francia a Torino, amico dell'abate di Caluso e futuro storico della letteratura italiana, non sollecitato da lui ma di propria iniziativa, gli aveva fatto recuperare i manoscritti e gli stampati rimasti a Parigi (tuttavia la pubblicazione fattane poi contrarierà l'autore), e una piccola parte dei libri (150 su più di 1000 volumi). A causa del decreto consolare del 29 giugno 1802, valido per la Repubblica Subalpina (lo stato satellite della Francia che aveva preso il posto del Piemonte, prima dell'annessione vera e propria), a tutti i piemontesi residenti all'estero venne poi ingiunto di rientrare in patria entro il 23 settembre e di giurare fedeltà alla nuova costituzione francese; Alfieri, non più cittadino piemontese da tempo, spedì alla sorella certificati medici attestanti la sua impossibilità a viaggiare. Giulia giurò così in nome del fratello. Lo stesso anno torna a dedicarsi alla passione per i cavalli, acquistandone quattro.

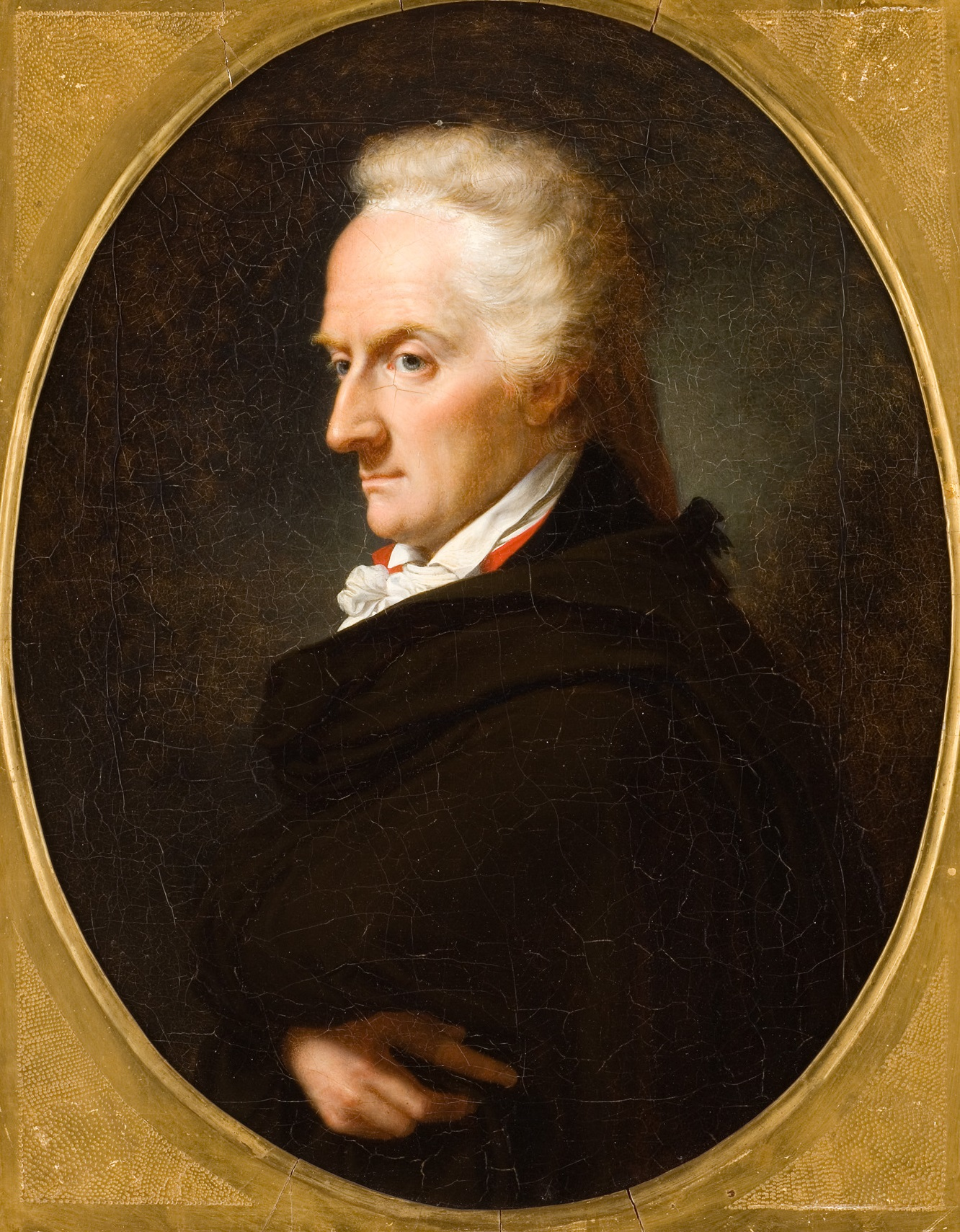
Alfieri nel 1796, Francois-Xavier Fabre, prima versione (la seconda è del 1803). Montpellier, Museo Fabre

Negli ultimi anni di vita, oltre che all'autobiografia e alla traduzioni, chiusa l'epoca delle grandi tragedie si impegna principalmente in opere di satira e commedia (Misogallo, Satire e le sei commedie); le commedie furono composte tutte tra il 1801 e il 1802: L'uno, I pochi e I troppi, tre testi sulla visione satirica dei governi dell'epoca (monarchia, oligarchia, democrazia); Tre veleni rimesta, avrai l'antidoto (o semplicemente L'antidoto), sulla soluzione ai mali politici (quasi un testamento politico, in cui l'Alfieri, "il conte repubblicano", avverso a tutti i governi, pare infine accettare una monarchia parlamentare in stile inglese come il male minore, come sistema misto simile all'antica Repubblica Romana), La finestrina, ispirata ad Aristofane, e Il divorzio, in cui condanna i matrimoni nobiliari d'interesse, il cicisbeismo e tutti i cattivi costumi dell'Italia dei suoi tempi. Tra le originali iniziative di Alfieri nell'ultimo periodo, il progetto di una collana letteraria denominata "l'ordine di Omero", del quale si autonomina simbolicamente "cavaliere". Nella raccolta include ventitré poeti antichi e moderni, tra cui Molière, Racine e Voltaire, ultima testimonianza del rapporto letterario di amore-odio con la cultura francese, in particolare con il principale filosofo dei "lumi", prima ammirato e preso a modello da imitare e superare (nel Bruto primo, nel Bruto secondo e in Della tirannide), poi bersagliato nella satira L'antireligioneria, e infine parzialmente da lui riabilitato.
In settembre Alfieri viene colpito da un nuovo attacco di gotta (la "podagra" cronica), un male che lo tormenta da tempo, nonché da erisipela, a cui seguirà una grave malattia di stomaco. La salute dello scrittore peggiora drasticamente dalla primavera del 1803: continui attacchi di gotta e artrite, dolori reumatici, problemi all'apparato digerente; gli viene somministrato oppio, diminuisce costantemente il cibo e assume rimedi improvvisati o inefficaci, ma continua a lavorare alacramente concludendo l'autobiografia, tra la preoccupazione della contessa.

Il 3 ottobre 1803 si ammalò gravemente di una febbre gastrointestinale, secondo i medici complicazione della gotta. Già aveva scritto all'amico Valperga di Caluso una lettera d'addio, sentendosi consumato:
(Alfieri all'abate di Caluso)

Inizialmente sembrò rimettersi, ma cinque giorni dopo, Vittorio Alfieri si spense improvvisamente a Firenze l'8 ottobre 1803, all'età di 54 anni. In seguito al malore, riuscì solo a far chiamare la contessa d'Albany, e poco dopo, seduto sul letto, si accasciò e non riprese più conoscenza.
(L'abate Valperga di Caluso alla contessa d'Albany, lettera posta come appendice alla Vita)

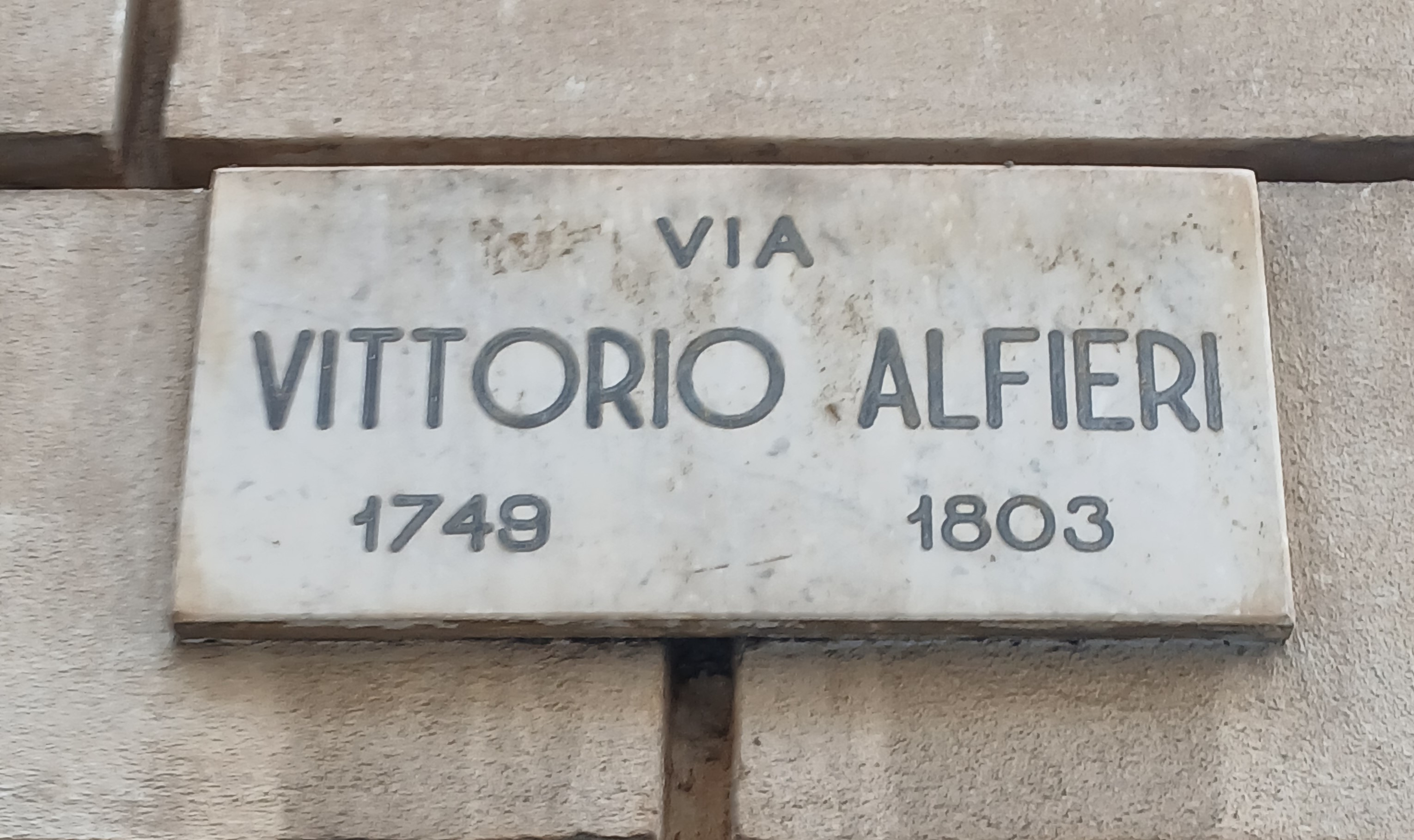
Via Alfieri a Torino

Venne sepolto nella basilica di Santa Croce, inizialmente in una tomba nei pressi dell'altare dello Spirito Santo, e alle esequie assistette anche il celebre scrittore francese emigrato e controrivoluzionario François-René de Chateaubriand, all'epoca in Italia come diplomatico incaricato da Napoleone (dopo l'amnistia per gli espatriati) presso lo Stato Pontificio.

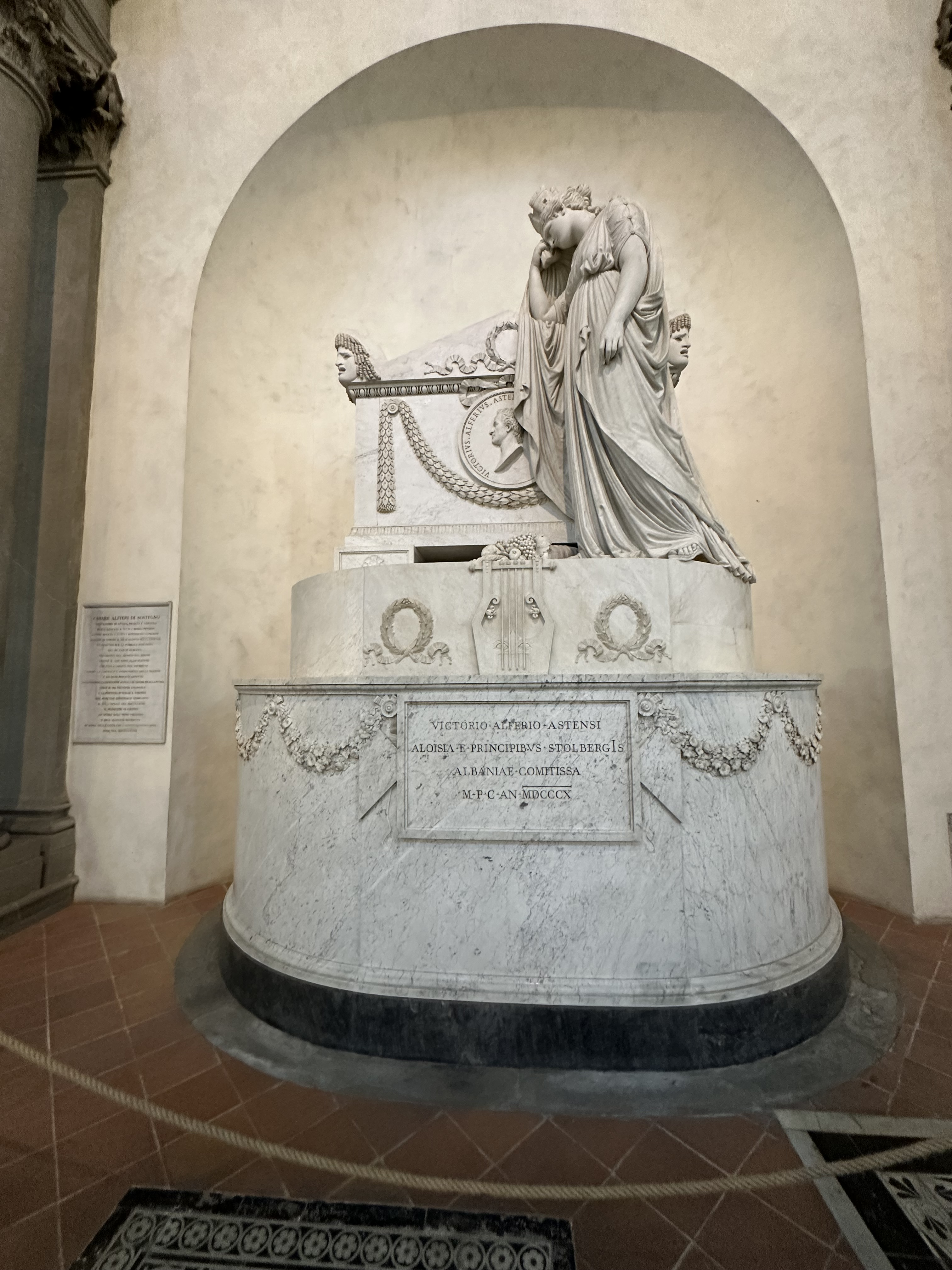
Firenze, Basilica di Santa Croce: il monumento funebre scolpito da Canova, raffigurante l'Italia turrita afflitta per la morte del poeta, le maschere teatrali e il medaglione con il ritratto. L'epitaffio alla base (più corto di quello che lui stesso aveva composto) recita: «Victorio. Alferio. Astensi / Aloisia. e. Principibus. Stolbergis / Albaniae. comitissa / M. P. C. An. MDCCCX» ("A Vittorio Alfieri, astigiano. Luisa Principessa Stolberg, contessa d'Albany, pose qui il monumento l'anno 1810")

L'abate di Caluso fu nominato curatore dell'edizione postuma delle tragedie. I suoi residui beni personali passarono per testamento alla contessa, e da lei al Fabre nel 1824 che li portò a Montpellier, con l'eccezione di alcuni dipinti e manoscritti: il ritratto del 1793, donato alla Galleria degli Uffizi assieme a quello coevo della Stolberg, quello del 1797, che lo stesso Alfieri lasciò alla sorella Giulia ad Asti, e il ritratto della coppia del 1796 di proprietà inizialmente dell'abate di Caluso. 
Buona parte dei manoscritti furono da Fabre lasciati alla città di Firenze, benché Alfieri avesse espresso in una poesia e in uno scritto il desiderio che finissero alla città natale di Asti, mentre la biblioteca personale è rimasta a Montpellier, tranne alcuni volumi restituiti in seguito su richiesta di Giovanni Montersino. Tutti i beni lasciati alla sorella passano invece a Vittorio Colli di Felizzano, poi alla famiglia Ottolenghi e al comune di Asti.
A sua memoria, oltre alla targa apposta su palazzo Gianfigliazzi, rimane lo splendido monumento funebre marmoreo, commissionato dall'Albany (sepolta anch'ella nella basilica) nel 1804 e realizzato da Antonio Canova, monumento che fu ultimato dallo scultore neoclassico nel settembre 1810, quando il corpo di Alfieri venne lì traslato e il sepolcro inaugurato solennemente.

## Opere

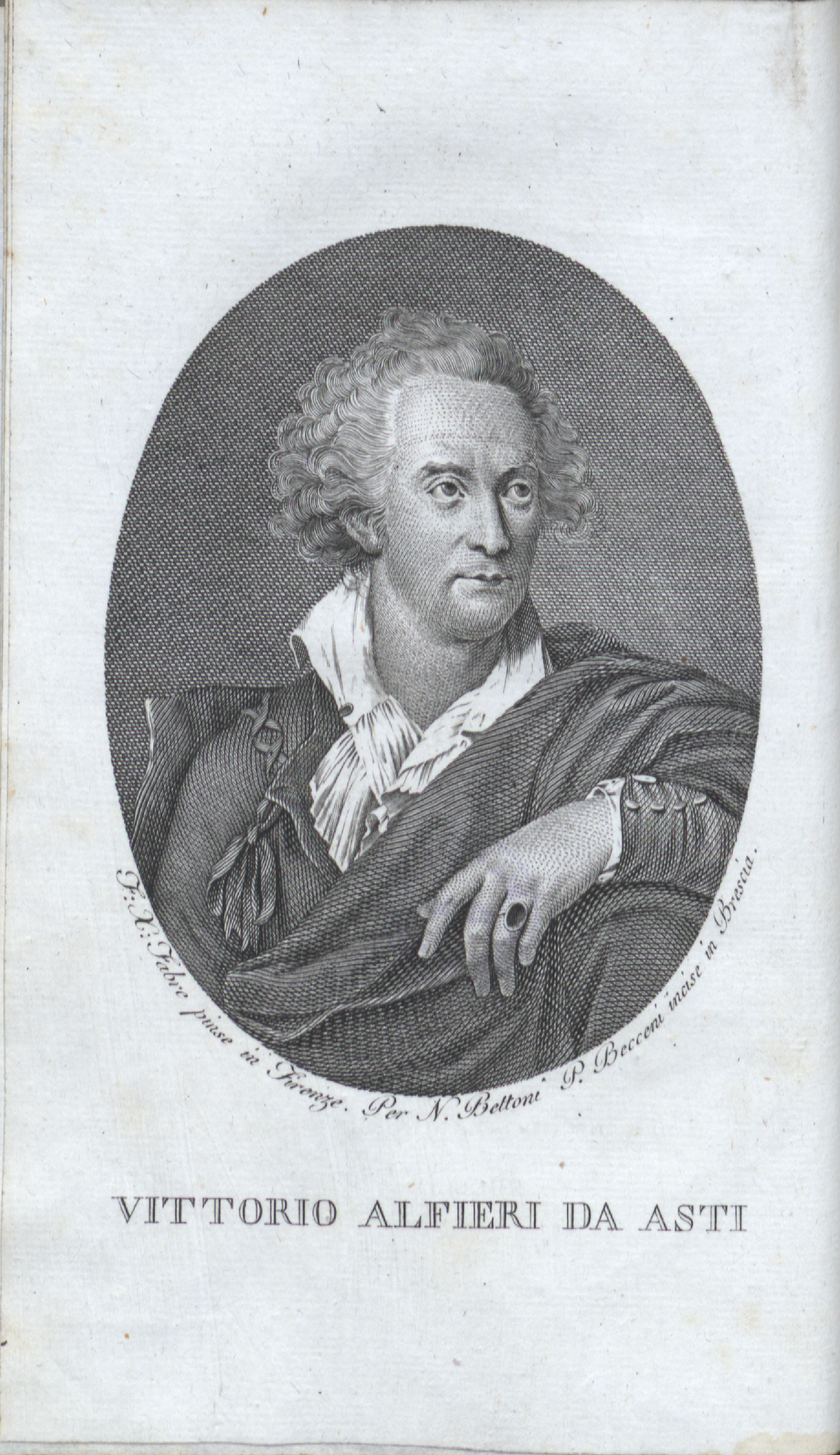
Frontespizio delle Opere, edizione 1809

### Le tragedie
Terminata l'Accademia militare a Torino, e dopo un lungo giovanile vagabondare in vari stati dell'Europa, nel 1775 (l'anno della conversione) rientra nella capitale piemontese e si dedica allo studio della letteratura, rinnegando in tal modo - come scrive nella Vita - anni di viaggi e dissolutezze; completa così la sua prima tragedia, Antonio e Cleopatra, che registra un grande successo; seguiranno poi Antigone, Filippo, Oreste, Saul, Maria Stuarda, Mirra. La fama delle sue tragedie è legata alla centralità del rapporto libertà-potere e all'affermazione dell'individuo sulla tirannia. Una profonda e sofferta riflessione sulla vita umana arricchisce la tematica quando il poeta si sofferma sui sentimenti più intimi e sulla società che lo circonda.

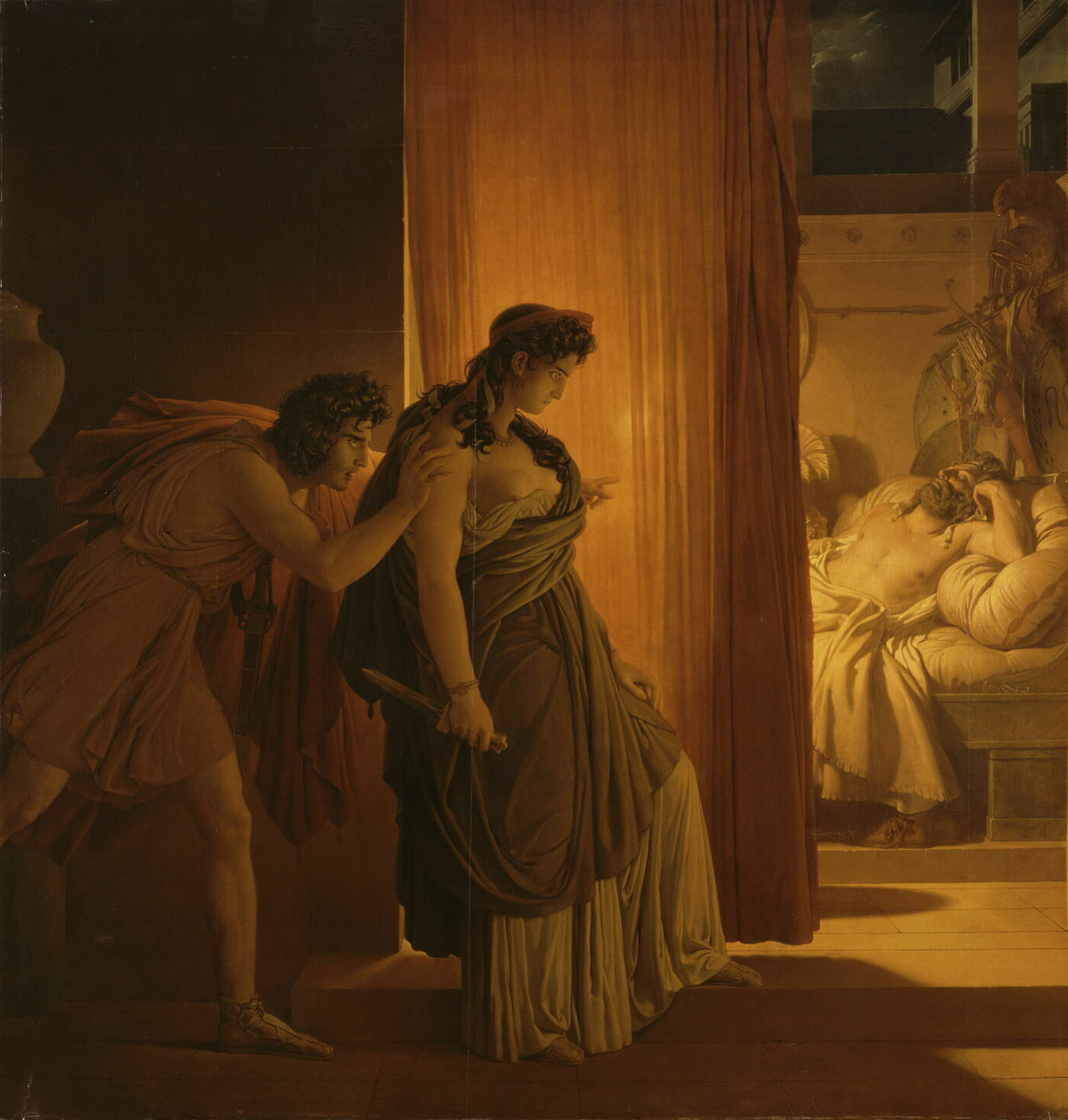
Egisto sollecita Clitennestra esitante prima di uccidere Agamennone, nel dipinto Morte di Agamennone di Pierre-Narcisse Guérin 1818, Louvre, Parigi

Le sue tragedie furono in gran parte rappresentate quando il poeta era ancora in vita ed ebbero un notevole successo nel periodo giacobino, nonostante il profondo disprezzo dell'autore per la rivoluzione francese. Le tragedie più rappresentate nel triennio giacobino italiano (1796-99) furono la Virginia e i due Bruti. A Milano al Teatro Patriottico nel 1796, il 22 settembre dello stesso anno, Napoleone presenziò a una replica della Virginia. Il Bruto primo fu replicato anche alla Scala e a Venezia, mentre a Bologna vennero rappresentate tra il 1796 e il 1798 ben quattro tragedie (Bruto secondo, Saul, Virginia, Antigone). A Napoli fu rappresentata la Virginia nel 1799. Le reazioni negli spettatori erano spesso molto singolari; ne parla anche il Leopardi nel suo Zibaldone, il quale citando la rappresentazione a Bologna dell'Agamennone nel 1823 racconta che:
Anche Stendhal scriveva da Napoli:
(Stendhal, Roma, Napoli e Firenze)
Negli intervalli degli spettacoli i patrioti ballavano la "Carmagnola" in platea. Negli anni successivi, molti attori ottocenteschi si specializzarono nelle opere alfieriane: da Antonio Morrocchesi al teatro Carignano di Torino, a Paolo Belli Blanes a Firenze o a Milano. Le tragedie sono ventidue, compresa la Cleopatra (o Antonio e Cleopatra) poi in seguito da lui ripudiata. L'Alfieri le scrive in endecasillabi sciolti, seguendo il concetto di unità aristotelica. La stesura del testo prevedeva tre fasi: ideare (trovare il soggetto, inventare trame e battute, caratterizzare i personaggi), stendere (fissare il testo in prosa, nelle varie scene e atti), verseggiare (trasporre tutto in endecasillabi sciolti).
Eccone l'elenco completo:
- Saul (1782)
- Merope (1782)

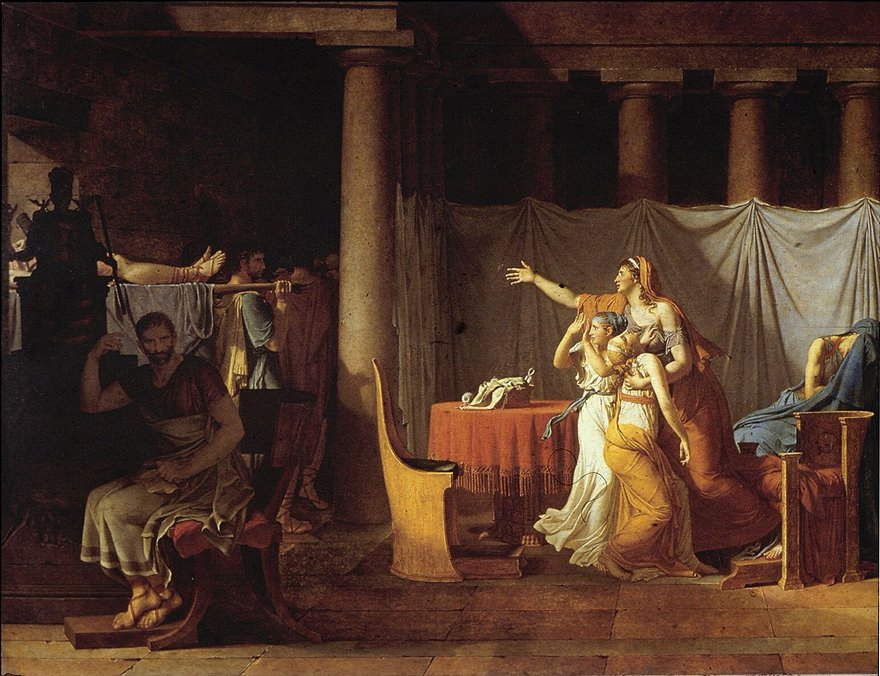
I littori riportano a Bruto i corpi dei suoi figli, 1789 Jacques-Louis David, Parigi, Louvre

- Filippo (1775, pubblicata nel 1783)
- Rosmunda (1783)
- Ottavia (1783, ripubblicata nel 1788)
- Maria Stuarda (1788)
- Agide (1788)
- Bruto primo (1789)
- Bruto secondo (1789)
- Don Garzia (1789)
- Sofonisba (1789)

Tragedie greche:
- Polinice (1781)
- Agamennone (1783)
- Antigone (1783)
- Mirra (1783)
- Oreste (1783)

Tragedie definite della libertà:
- La congiura de' Pazzi (1788)

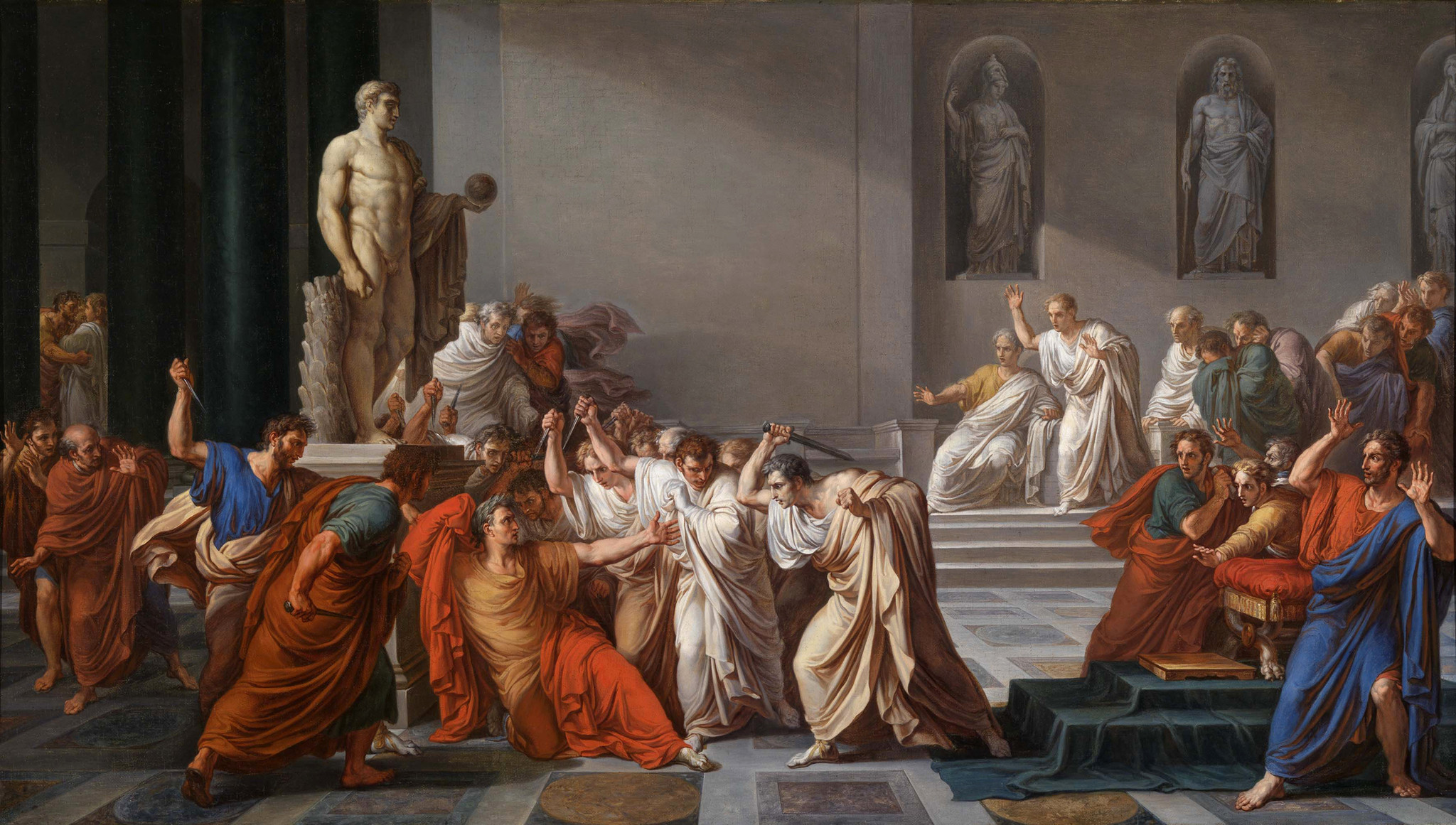
Marco Giunio Bruto e i congiurati pugnalano Cesare, nel dipinto di Vincenzo Camuccini, La morte di Giulio Cesare

- Virginia (1781, 1783, rielaborata nel 1789)
- Timoleone (1783, rielaborata nel 1789)

Tragedie pubblicate postume:
- Cleopatra (da lui stesso poi rinnegata, 1774 - 1775, pubblicata postuma nel 1814)
- Alceste seconda (ultima tragedia alfieriana, composta tra il 1796 e il 1798, venne pubblicata postuma nel 1804.)

### La tramelogedia
Alfieri volle coniugare il melodramma, molto in auge in quel periodo, con i temi più ostici della tragedia. Nacque così l'Abele (1786), un'opera che egli stesso definì tramelogedia. Progettò altre cinque tramelogedie, ma non portò mai avanti il progetto.

### Le prose politiche
Alfieri esordì con una prosa politica e anticlericale, a metà tra satira e dialogo, ispirata all'illuminismo, intitolata Esquisse de Jugement Universél (1773-1774), antecedente alle tragedie. L'odio per la tirannia e l'amore viscerale per la libertà vennero sviluppati poi in due trattati:
- Della tirannide (1777-1790), di tema interamente politico, scritto durante il suo soggiorno a Siena, dove conobbe il suo più grande amico, il mercante Francesco Gori Gandellini. Si apre con una dedica "alla libertà". L'Alfieri fa una disamina del dispotismo, considerandolo la rappresentazione più mostruosa di tutti i tipi di governo. La tirannide è basata, per Alfieri, sul sovrano, sull'esercito e sulla Chiesa, che costituiscono le basi di questo Stato.[69]

- Del principe e delle lettere (1778-1786), di tema politico-letterario, dove l'Alfieri giunge alla conclusione che il binomio "monarchia e lettere" sia dannoso per lo sviluppo di queste ultime. Il poeta prende in esame anche le opere di Virgilio, Orazio, Ariosto e Racine, nate con il benestare di principi o monarchi munifici, considerandole il frutto di uomini "mediocri", contrapponendoli a Dante. Il poeta inoltre esprime la sua adesione all'interpretazione obliqua di Machiavelli, come "ammonitore" repubblicano dal potere dei tiranni.

A essi seguirono altre prose politiche minori:
- Panegirico di Plinio a Trajano (1785), personale rivisitazione dell'omonimo panegirico di Plinio il Giovane (Panegirico a Traiano).
- La Virtù sconosciuta (1786), il poeta, in un dialogo immaginario con l'amico defunto Gori Gandellini, lo paragona a fulgido esempio di virtù cittadina e indipendenza morale.
- Elogio di Niccolò Machiavelli (1794), discorso pronunciato nell'Accademia Fiorentina, in cui Alfieri ribadisce la sua tesi repubblicana sul machiavellismo come "dissimulazione".

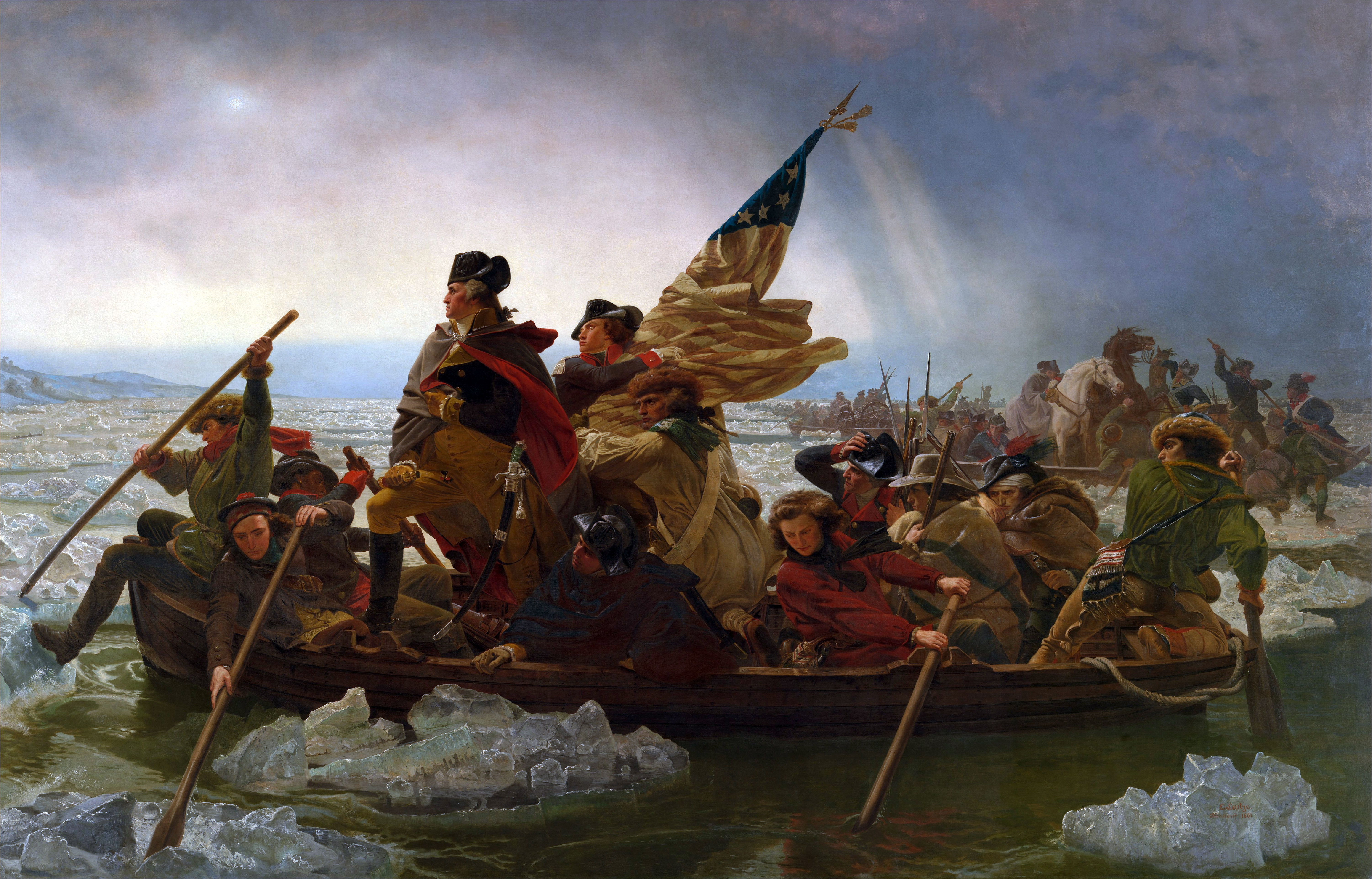
"Washington attraversa il Delaware" di Emanuel Leutze (1851)

### Le odi politiche
- L'Etruria vendicata, poema in quattro canti e in ottave progettato nel maggio 1778, inizialmente con il titolo Il Tirannicidio, narra l'uccisione di Alessandro de' Medici per opera di suo cugino Lorenzino che l'Alfieri celebra come un eroe di libertà nel solco della tradizione repubblicana anti-medicea che già nel Rinascimento aveva plaudito l'atto.
- L'America libera, un componimento di cinque odi, in cui Alfieri esalta la generosità disinteressata di La Fayette, che aiutò i ribelli e celebra l'eroismo di Washington, che Alfieri paragona a quello degli antichi eroi.
- Parigi sbastigliato, ode composta da Alfieri dopo la presa della Bastiglia, scritta tra il 17 luglio e il 5 agosto 1789. Rinnegata già nel 1790, dopo la fuga dalla Francia, come testimoniato nelle lettere e in un brano del Misogallo del gennaio 1793 definisce la sua ode un "delirio" e un "disonore", ritrattando tutto.

### L'odio antirivoluzionario:Il Misogallo
(da Vita di V. Alfieri, Epoca quarta, 1795, capitolo XXIV)

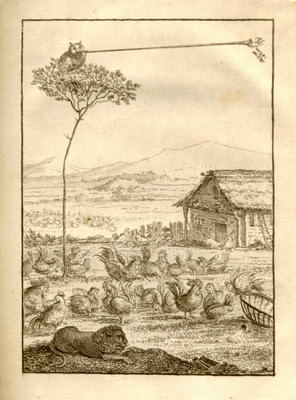
Incisione per l'edizione del 1799 del Misogallo, rappresentante il "rame allegorico", il quadro immaginario descritto dal poeta nell'introduzione

Il Misogallo (dal greco miseìn, che significa "odiare" e "gallo" che sta a indicare i francesi) è un'opera che aggrega generi diversi: prose (sia discorsive sia in forma di dialogo tra personaggi), sonetti, epigrammi e un'ode. Si tratta della ritrattazione completa dell'ode Parigi sbastigliato, e una rivalutazione della figura umana di Luigi XVI (considerato un re troppo gentile per i "vili francesi", come si evince dalla citazione del biblica anteposta ad una delle prose) contro il tirannico Robespierre, a cui vengono attribuite in toto le opinioni e le azioni dei rivoluzionari, durante il dialogo immaginario col re, in cui viene fatto anche un elogio di Charlotte Corday che uccise Marat. La Corday è paragonata a Marco Giunio Bruto il cesaricida, personaggio storico assai stimato dall'astigiano, che lo aveva celebrato nel Bruto secondo.
Inoltre vi è anche un componimento, il Sonetto XII, dedicato a Maria Teresa Luisa di Savoia, principessa di Lamballe, amica di Maria Antonietta brutalmente trucidata durante i massacri di settembre, mentre il Sonetto XXIV è dedicato alla regina stessa e al delfino Luigi Carlo. In alcune parti l'autore sembra quasi aderire all'ideologia reazionaria o conservatrice di Edmund Burke in nome della controrivoluzione, ad esempio si veda l'epigramma XI, un attacco al filosofo Thomas Paine (appellato come sedizioso, plebeo e ignorante), che pure era un illuminista moderato che finì incarcerato per aver votato contro la pena di morte per il re. Questi componimenti si riferiscono tutti al periodo compreso tra l'insurrezione di Parigi nel luglio 1789 e l'occupazione francese di Roma nel febbraio 1798.
È una feroce critica di Alfieri sulla Francia, sui francesi e sulla Rivoluzione, ma egli rivolge l'invettiva anche verso il quadro politico e sociale europeo, verso i molti tiranni antichi e recenti, che dominarono e continuavano a dominare l'Europa. Per l'Alfieri, «i francesi non possono essere liberi, ma potranno esserlo gli italiani», mitizzando così un'ipotetica Italia futura, «virtuosa, magnanima, libera ed una». Alfieri è quindi un controrivoluzionario e un aristocratico (anche se la "nobiltà" non è per lui "di nascita", prova ne sia il disprezzo per la sua stessa classe sociale, ma quella dell'animo forte, dotato del "forte sentire") anche se non si può certo definire un vero reazionario, essendo un uomo che esaltava il valore della libertà individuale, che ritenne potesse essere preservata dalla nuova Italia che sarebbe nata.

Riguardo al Misogallo e all'atteggiamento antifrancese di Alfieri, scrisse l'abate di Caluso (molto più conciliante verso Napoleone) nel 1804 nella lettera che chiude la Vita:
(Tommaso Valperga di Caluso alla contessa d'Albany)

#### Alfieri e le ideologie rivoluzionarie

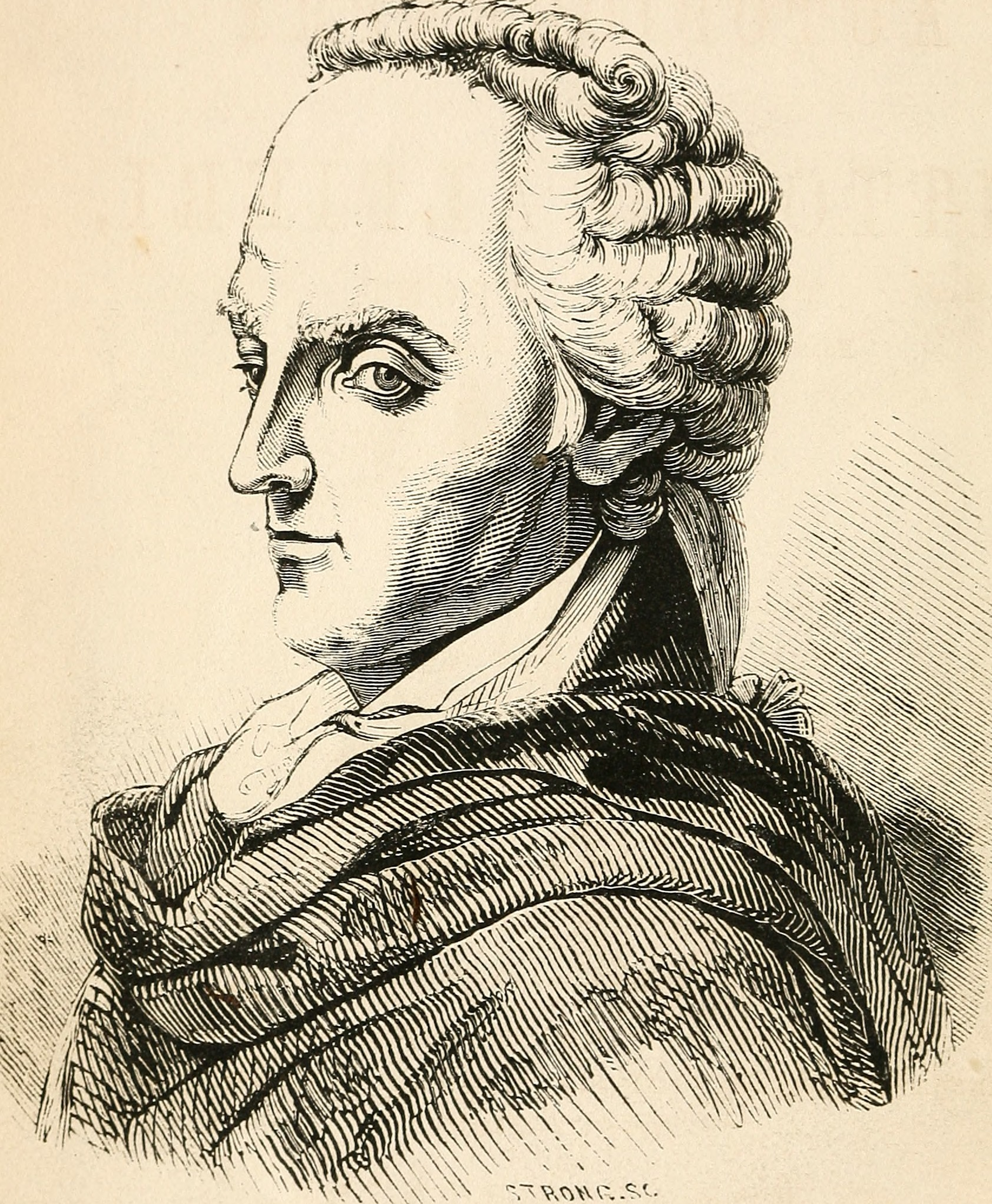
Ritratto per l'edizione della Vita del 1845

Alfieri fu contrario alla pubblicazione che fu fatta in Francia dei suoi trattati giovanili in cui esprimeva le sue idee anti-tiranniche in maniera decisa, lasciando trasparire anche un certo anticlericalismo, come il trattato Della tirannide; tuttavia, anche dopo la pubblicazione de Il Misogallo, non ci fu in lui un rinnegamento di queste posizioni, quanto la scelta del male minore, ovvero il sostegno verso chiunque si opponesse al governo rivoluzionario, che lo faceva inorridire per lo spargimento di sangue del regime del Terrore - sia contro nobili e antirivoluzionari, sia contro rivoluzionari non giacobini e per aver portato la guerra in Italia; secondo Mario Rapisardi egli, che non era anti-riformista (purché il rinnovamento venisse dall'alto, dal legislatore, e non dalla pressione e dalla violenza popolare), aveva paura di essere confuso con i "demagoghi francesi", che incitavano la "plebe".
(Lettera di Vittorio Alfieri al Presidente della plebe francese, da Il Misogallo, parte I)

Così si espresse nel trattato sopracitato a proposito della religione cattolica, che egli giudica un mezzo di controllo sul popolo meno istruito (anche se, in fondo, dannoso anche per l'attitudine "da schiavo" che induce in esso), poco valido per un letterato o un filosofo: «Il Papa, la Inquisizione, il Purgatorio, la Confessione, il Matrimonio indissolubile per Sacramento e il Celibato dei preti, sono queste le sei anella della sacra catena» e «un popolo che rimane cattolico deve necessariamente, per via del Papa e della Inquisizione, divenire ignorantissimo, servissimo e stupidissimo». La sua accusa alla Rivoluzione è quindi anti-tirannica da una parte e culturale dall'altra, non ritenendo che un culto astratto - come il cosiddetto culto della Ragione o quello dell'Essere supremo - fosse adatto a contenere, con insegnamenti morali, il popolo ignorante dell'epoca. In una lettera all'abate di Caluso del 1802, Alfieri ribadisce privatamente le sue tesi giovanili sull'Ancien Regime e sul papato (che quasi rinnegava invece pubblicamente, ne Il Misogallo e nelle Satire)>: 
 La tesi di un Alfieri convertito deriva principalmente da alcune lettere del Caluso, da certi brani del Misogallo, dal sonetto 250 sul culto cattolico del 1795 ("Alto, devoto, místico ingegnoso; [...] Utile ai più, chi può chiamarla Errore? / Con leggi accorte, alcun suo mal si ammende") e dall'attacco a Voltaire nella satira L'antireligioneria, dove accusa i philosophes di aver empiamente dileggiato e superficializzato il cristianesimo e la religione in generale, avendo di fatto gettate le basi per i disastri della rivoluzione francese. Secondo Alfieri è molto pericoloso distruggere un sistema di pensiero religioso, senza prima averlo sostituito con uno nuovo e altrettanto capace di essere compreso dal popolo, verso cui l'autore non nutre alcuna fiducia, e funzionare da garante di ordine. In realtà Alfieri, seppur apprezza alcuni aspetti del cristianesimo, dell'ebraismo e dell'islam rispetto al paganesimo e all'ateismo, afferma tuttavia implicitamente di non avere una fede personale ("Certo, in un Dio fatt'uom creder vorrei / A salvar l'uman genere, piuttosto / Che in Giove fatto un tauro a furti rei"). Si ricorda poi l'epigramma anticlericale del 1785 riportato nelle Rime: «Sia pace ai frati, / Purchè sfratati: / E pace ai preti, / Ma pochi e queti: / Cardinalume / Non tolga lume: / Il maggior prete / Torni alla rete: / Leggi, e non re: / L’Italia c'è».
Il concetto di libertà, "ribelle" ma non "rivoluzionaria", di Alfieri fu paragonato da Piero Gobetti a quello di Max Stirner, il filosofo tedesco autore del libro L'Unico e la sua proprietà (nato poco più di tre anni dopo la morte dell'astigiano), anch'egli "uomo in rivolta" ma anti-rivoluzionario; Alfieri ha, per Gobetti, una «disperata necessità di polemica contro le autorità costituite, i dogmi fatti, le tirannie religiose e politiche», non tollerando minimamente quello che può mettere un freno alla sua libertà individuale. L'unione a questi sentimenti di un certo patriottismo e richiamo all'ordine sociale, nella fase finale della vita, è indice della complessità dell'uomo e dell'intellettuale, che non volle essere un filosofo coerente, ma un letterato.

### Le satire

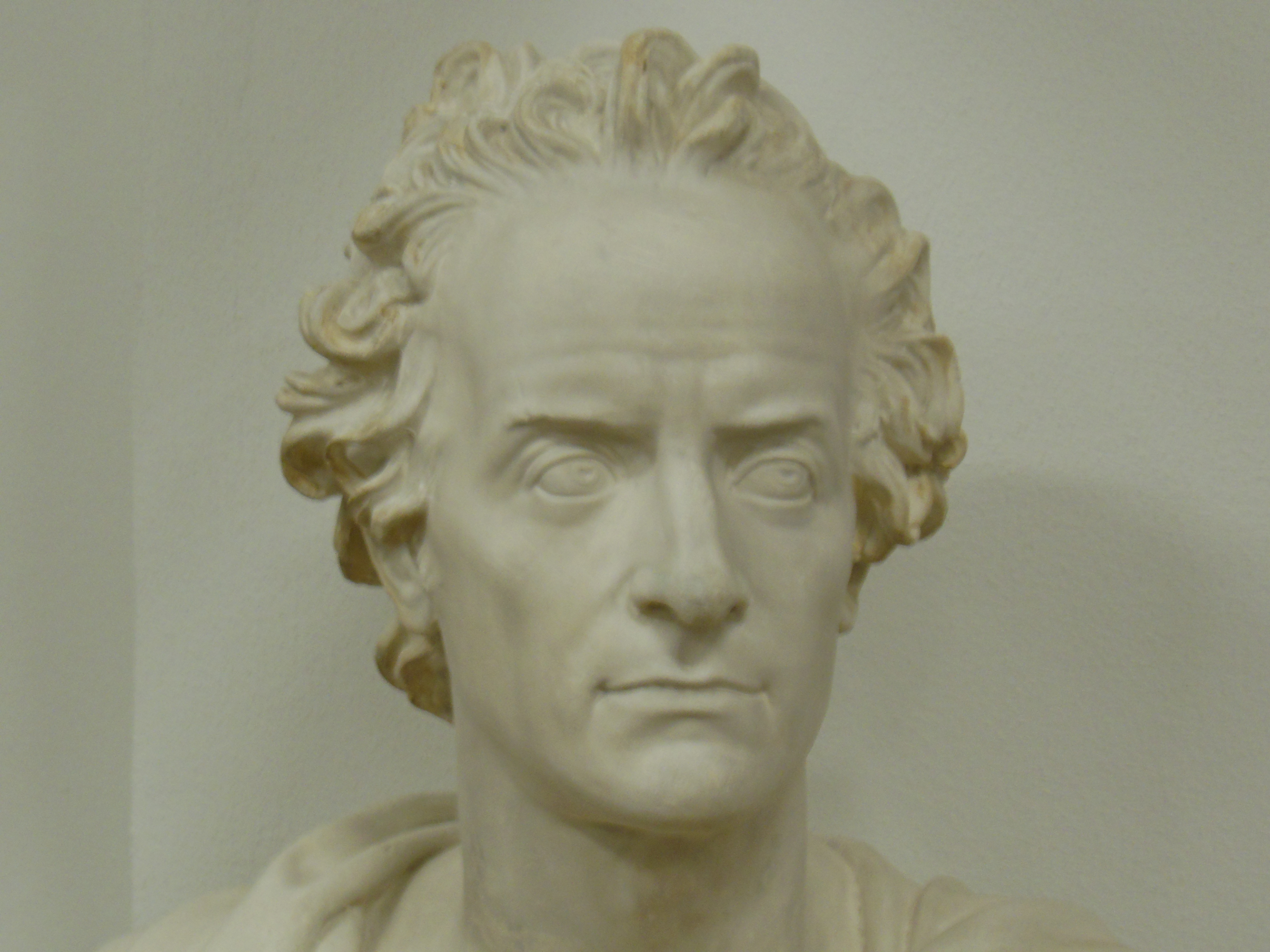
Testa della statua di Alfieri in palazzo Ottolenghi

Pensate fin dal 1777 e riprese più volte nell'arco della sua vita, sono componimenti sui "mali" che afflissero l'epoca del poeta. Sono diciassette:
- Prologo: Il cavalier servente veterano, ridicolizzazione dei cicisbei.
- I re, sulla monarchia assoluta.
- I grandi, in cui sono presi di mira i grandi di corte.
- La plebe, invettiva contro la plebe volubile, feroce e sanguinaria.
- La sesquiplebe, che tratta della ricca borghesia cittadina.
- Le leggi, con una critica sul poco rispetto delle leggi in Italia.
- L'educazione, sull'istruzione.
- L'antireligioneria, ispirata alle idee di Machiavelli, sulla religione come instrumentum regni (ovvero mezzo politico), è una caustica e durissima condanna di Voltaire e dei suoi epigoni, alla base della rivoluzione. L'accusa principale è la sostituzione di una falsità con un'altra falsità peggiore: «Donde un error si svelle, altro sen pianti ( [...] ) senza edificar, distrugger pria».
- I pedanti, contro la critica letteraria.
- Il duello, sulla meschinità dei duelli, ispirata a episodi giovanili.
- I viaggi, sull'inutilità dei viaggi, in cui l'Alfieri prende implicitamente di mira anche sé stesso, viaggiatore instancabile.
- La filantropineria, contro i teorici della rivoluzione francese, in particolare contro Rousseau.
- Il commercio, sulla bassezza morale dell'attività mercantile. Alfieri non considera un male il lavoro dei mercanti in sé, ma attacca i difetti e le meschinità di molti di essi.
- I debiti, sul malgoverno delle nazioni.
- La milizia, una critica agli stati militaristi come la Prussia di Federico II.
- Le imposture, sulle società segrete, in particolare i suoi ex confratelli della Massoneria, e sulle "fasulle" filosofie nate nel XVIII secolo, in particolare quella illuministica, adulatrice della rivoluzione francese.
- Le donne, in cui l'Alfieri considera il "gentil sesso" sostanzialmente migliore degli uomini, ma imitatore dei loro difetti.

### Le commedie
Alfieri scrisse sei commedie:
- L'uno;
- I pochi;
- I troppi;
- L'antidoto;
- La finestrina;
- Il divorzio.

Le prime quattro costituiscono una specie di tetralogia politica in cui vengono bersagliati la monarchia (rappresentata da Dario), l'oligarchia (i Gracchi), e la demagogia (rappresentata dai cortigiani di Alessandro Magno) e proposta la monarchia costituzionale; La finestrina è un'opera a carattere etico universale, Il divorzio tratta dei costumi italiani contemporanei. Furono scritte nell'ultima parte della vita dell'Alfieri, intorno al 1800, anche se l'idea di produrre commedie fu concepita alcuni anni prima. Lo stesso Alfieri racconta nella Vita di essersi ispirato a Terenzio per creare un proprio stile di autore comico:
(da Vita di V. Alfieri, Epoca quarta, 1790, capitolo XX)
I giudizi sulle commedie dell'Alfieri sono in genere assai negativi. Uno studio su queste composizioni è quello di Francesco Novati, il quale, pur considerandole «un importante documento, una pagina notevolissima della storia della letteratura», principalmente perché le ritiene «un tentativo originale, nuovo, ardito», le definisce nel complesso «opere imperfette, in parte rifatte, emendate, limate» e ne elenca numerosi difetti: la lingua in cui sono scritte «è un faticoso miscuglio di vocaboli e modi famigliari, popolari talvolta, anzi prettamente fiorentini, e di forme auliche, lontanissime dall'uso comune», e il dialogo che ne consegue «manca di vivacità, scioltezza e spontaneità»; il verso «è riuscito duro, stentato, fiacco, cadente, senza suono, senza carattere»; in generale sono «ideate e condotte secondo teoriche sull'indole e sullo scopo del teatro comico che non si possono approvare».
Lo stesso Novati riporta altri giudizi ancora più severi, come quello di Vincenzo Monti, che giudicava «insopportabili» tutte le opere postume di Alfieri, o di Ugo Foscolo, che disse le commedie «modelli di stravaganza». In un altro studio sulle commedie di Alfieri, Ignazio Ciampi sostiene che l'autore «dimostra non aver troppo ben pensato sullo scopo e sulla utilità della commedia quando insegna un po' troppo assolutamente che in questa non si debbono dipingere i costumi del tempo in cui si scrive, ma l'uomo in generale», individuando tuttavia in queste opere alcuni «pregi d'invenzione e di esecuzione».

### Chiacchiere
Le Chiacchiere furono l'ultima opera a cui Alfieri lavorò, ma stese solo la Prefazione, mentre la redazione del resto del volumetto di pensieri, di cui restano solo ottanta pagine di manoscritto, fu interrotta dalla morte.
(dalla Prefazione alle Chiacchiere)

### Autobiografia
(Introduzione alla Vita)

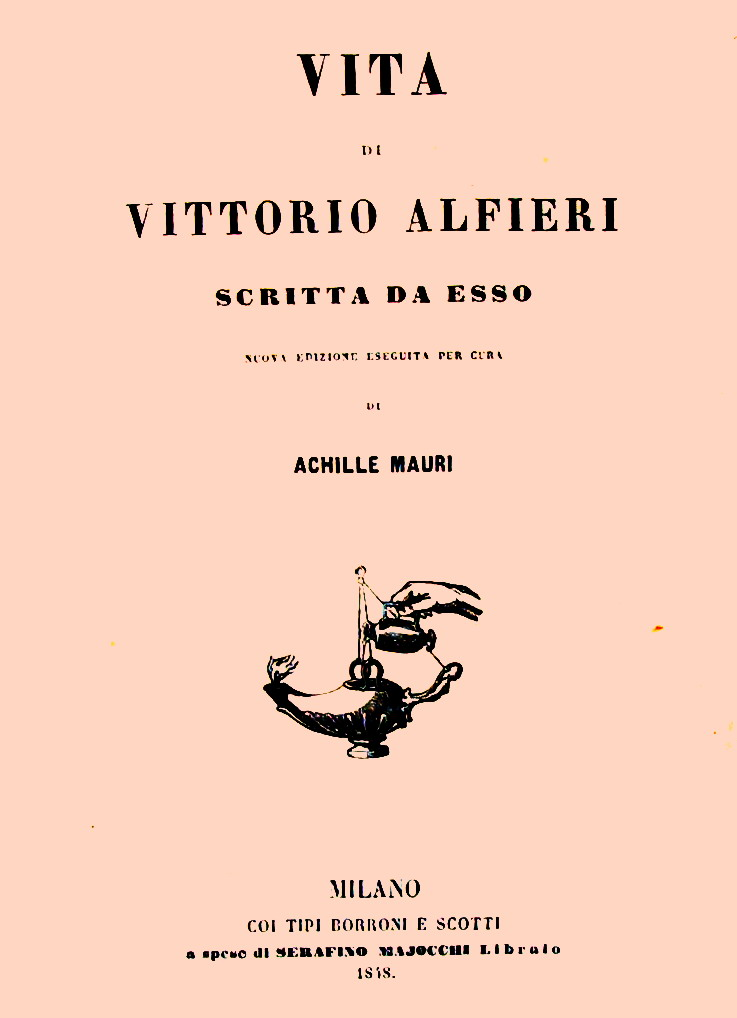
Frontespizio della "Vita" del 1848

Alfieri cominciò a scrivere la propria biografia, la Vita scritta da esso, dopo la pubblicazione delle sue tragedie. La prima parte fu scritta tra il 3 aprile e il 27 maggio 1790 e giunge fino a quell'anno, la seconda fu scritta tra il 4 maggio e il 14 maggio 1803 (anno della sua morte). La Vita è universalmente considerata un capolavoro letterario, se non il più importante, sicuramente il più conosciuto, infatti, secondo Mario Fubini, l'Alfieri fu per molto tempo l'autore della Vita, che ancora inedita, Madame de Staël leggeva rapita in casa della contessa d'Albany e ne scriveva entusiasta al Monti. Non a caso l'opera all'inizio del XIX secolo venne tradotta in francese (1809), inglese (1810) tedesco (1812), e parzialmente in svedese (1820). In quest'opera analizza la sua vita come per analizzare la vita dell'uomo in generale, si prende come esempio. A differenza di altre autobiografie (come ad esempio le Mémoires di Goldoni o la Storia della mia vita di Casanova) Alfieri risulta molto autocritico. In maniera cruda e razionale, egli non si risparmia neppure quando deve accusare il suo modo di fare, il suo carattere eccentrico e soprattutto il suo passato; tuttavia, Alfieri non ha né rimorsi né rimpianti per quest'ultimo.
Oltre che pregevole opera letteraria e documento biografico, si inserisce nel solco della memorialistica settecentesca e costituisce, con le altre autobiografie citate e con Le confessioni di Rousseau o gli epistolari di uomini di cultura come Voltaire e Diderot, un importante documento storico della vita quotidiana e del mondo delle classi medio-alte, intellettuali e aristocratiche del XVIII secolo prima e durante la Rivoluzione francese.

### Traduzioni
Alfieri dedicò molto tempo allo studio dei classici latini e greci, che lo portò a eseguire le seguenti traduzioni, pubblicate postume nel 1804:
- La congiura di Catilina e La guerra di Giugurta di Sallustio
- l'Eneide di Virgilio
- le Commedie di Terenzio
- i Persiani di Eschilo
- il Filottete di Sofocle
- l'Alcesti di Euripide
- le Rane di Aristofane

### Lettere
La raccolta più completa delle sue lettere è quella pubblicata nel 1890 dal Mazzatinti, intitolata Lettere edite e inedite di Vittorio Alfieri, considerata da molti studiosi di non particolare importanza letteraria, seppur interessante come approfondimento dell'autobiografia (da esse si ricavano ad esempio i nomi delle varie donne amate da Alfieri prima della Stolberg).

### Rime

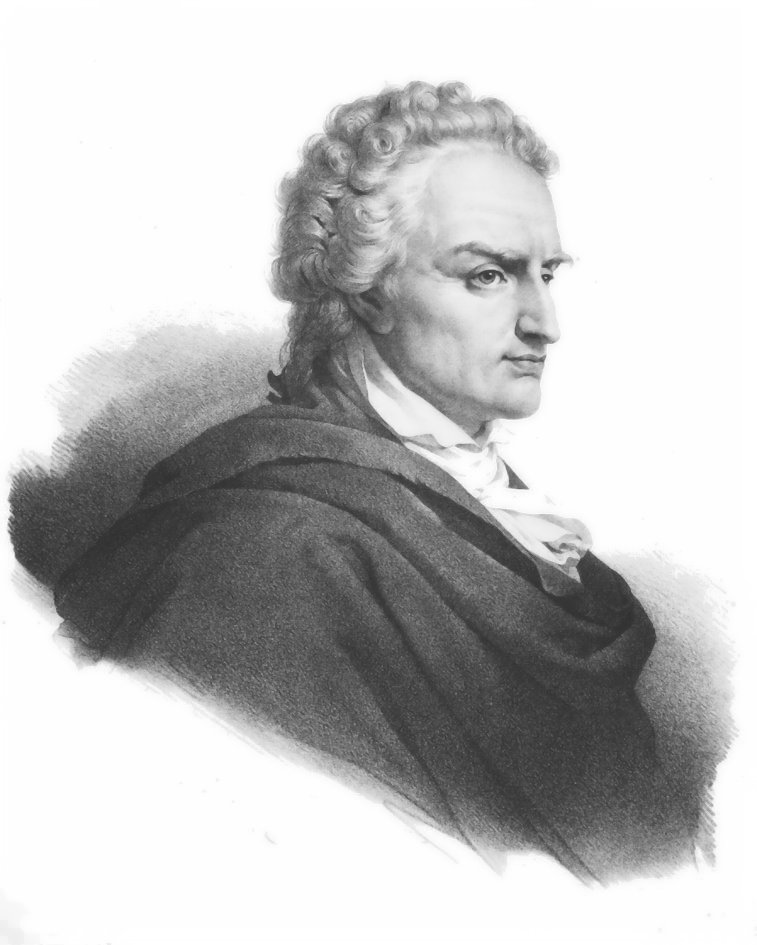
Vittorio Alfieri

Alfieri scrisse le Rime tra il 1776 e il 1799. Stampò le prime (quelle scritte fino al 1789) a Kehl, tra il 1788 e il 1790. Preparò a Firenze nel 1799 la stampa della seconda parte, che costituì l'undicesimo volume delle Opere Postume, pubblicato per la prima volta a Firenze nel 1804 per l'editore Piatti. Le Rime di Vittorio Alfieri sono circa 400 e hanno un carattere fortemente autobiografico: difatti costituiscono una sorta di diario in poesia e nascono da impressioni su luoghi e vicende concrete o come sfogo legato a particolari occasioni amorose, e questa qualità si evince anche dal fatto che ogni poesia di norma reca l'indicazione di una data o di un luogo.
Si tratta soprattutto di sonetti, forma poetica assai cara all'autore, poiché gli permettevano di esprimere i suoi sentimenti e le sue idee con una grande concentrazione concettuale. Le Rime si ispirano soprattutto alla poesia di Francesco Petrarca sia nelle situazioni sentimentali sia nel ricorrere di parole, formule e frasi, spesso tratte dal Canzoniere. Ma Alfieri, diversamente dal petrarchismo settecentesco degli arcadi, trae da Petrarca l'immagine di un io diviso tra forze opposte, portando il dissidio interiore a una tensione violenta ed esasperata. Alfieri poi si ispira al linguaggio musicale e melodico dell'autore del Canzoniere, ma solo esteriormente: infatti il suo è un linguaggio aspro, antimusicale, caratterizzato da un ritmo spezzato da pause, inversioni ardite, violente inarcature degli enjambements, scontri di consonanti e formule concise e lapidarie.
Un linguaggio simile a quello delle tragedie dunque, che deve rendere lo stato d'animo inquieto e lacerato del poeta: infatti la poesia per Alfieri deve puntare all'intensificazione espressiva delle proprie angosce e sofferenze. Grande importanza ha in Alfieri il tema amoroso: si tratta di un amore lontano e irraggiungibile, causa di sofferenza e infelicità. Molti componimenti sono dedicati alla contessa d'Albany. Ma il motivo amoroso assume un significato più vasto: costituisce infatti un mezzo per esprimere il proprio animo tormentato, in eterno conflitto con la realtà esterna. Alla tematica sentimentale si intreccia quindi il motivo politico, anch'esso vicino al clima delle tragedie: compare la critica contro un'epoca vile e meschina, il disprezzo dell'uomo che si sente superiore contro una mediocrità che egli avverte come vittoriosa e dominante nel mondo, l'amore per la libertà, la nostalgia verso un passato idealizzato, popolato da grandi eroi disposti a sfidare il proprio tempo pur di perseguire i propri ideali.
Alfieri poi delinea un ritratto idealizzato di sé: difatti si presenta come "letterato-eroe" e negli atteggiamenti titanici e fieri dei protagonisti delle sue tragedie: Alfieri si rappresenta come un uomo solo contro il mondo contemporaneo. È l'ideale di un uomo in cui domina più il sentimento (il "forte sentire") che la ragione. Compare poi nelle Rime la tematica pessimistica che costituisce il limite della tensione eroica di Alfieri. Sempre presenti sono in lui sono l'ira e la malinconia, da una parte il generoso sdegno di un'anima superiore verso una realtà vile, dall'altra un senso di disillusione e di vuoto, di noia, di vanità. La morte diventa dunque un tema ricorrente e viene vista dal poeta come l'unica possibilità di liberazione da sé e dal potere assoluto dei re, e anche come l'ultima prova davanti alla quale bisogna confermare la saldezza magnanima dell'io ("uom sei tu grande o vil? Muori e il saprai" dice in Sublime specchio di veraci detti). 
(Sonetto XXI)
Questo pessimismo, mai nichilista ma sempre combattivo, porta quindi all'amore per i paesaggi aspri, selvaggi, tempestosi e orridi (il "sublime" romantico), ma anche deserti e silenziosi: l'io del poeta vuole infatti intorno una natura simile a sé, una proiezione del proprio animo e questo è un motivo già tipicamente romantico, così come la continua smania di viaggiare, quello che sarà definito wanderlust a partire da Goethe e dallo sturm und drang.

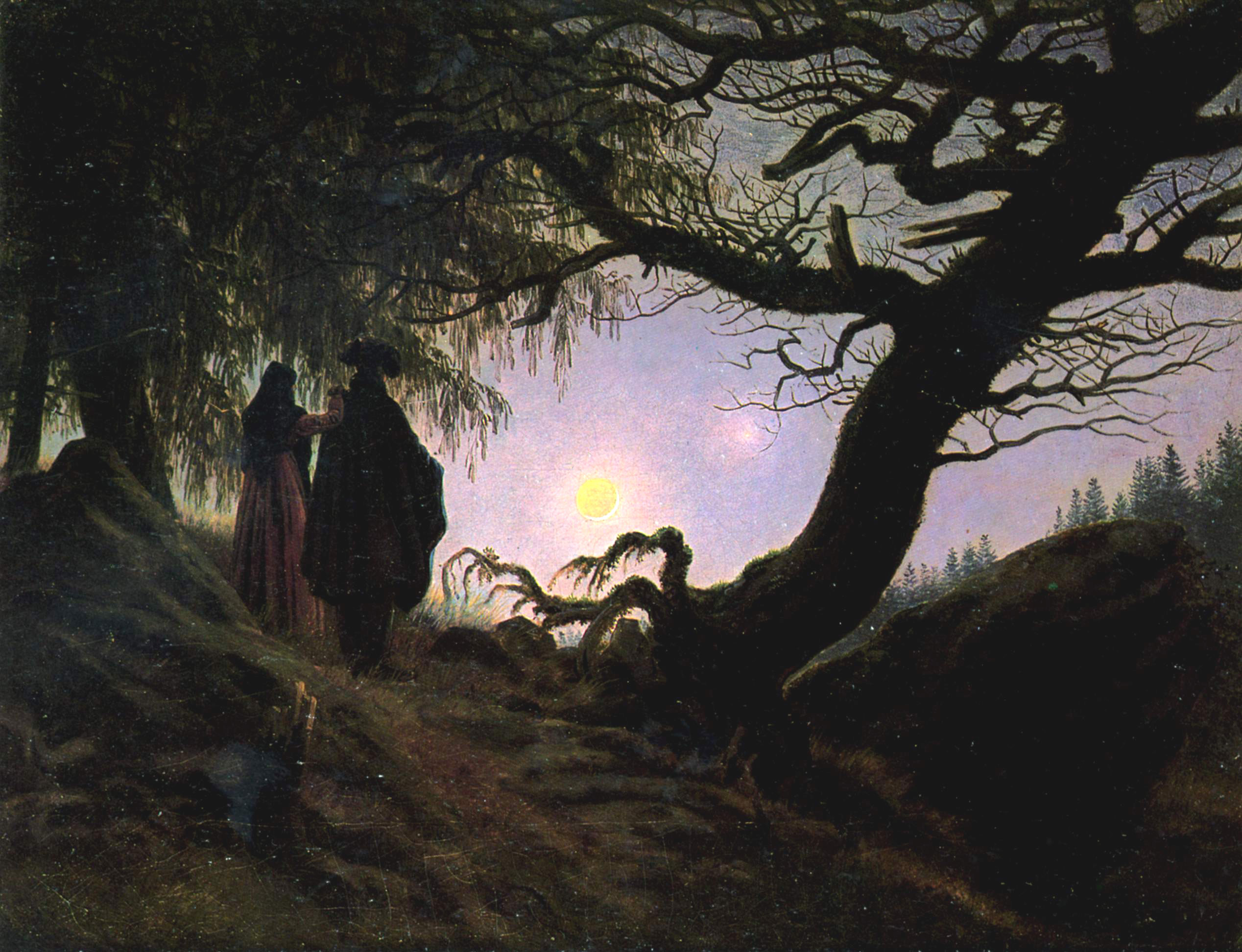
Caspar David Friedrich, Un uomo e una donna davanti alla luna, 1820

Nelle Rime e nella Vita emerge spesso questo atteggiamento, dove è posto bene in evidenza il titanismo di un intellettuale ribelle e isolato, avverso al mondo, al potere e a tutti i governi sotto cui è costretto a stare, un male di vivere che solo a tratti è rasserenato dall'arte e dall'amore. Emblematico il sonetto Tacito orror di solitaria selva, composto in Alsazia nell'agosto 1786: l'orrore del silenzio e della paura di trovarsi dentro in selva solitaria travolge il poeta per cui nasce in lui una dolce tristezza. La "selva oscura", non più simbolo della perdizione come in Dante è il luogo fisico dove la solitudine conforta l'anima dell'autore in tumulto; più la natura è forte e aspra, deserta e selvaggia, e più l'inquietudine di Alfieri si attenua, provocandogli una sorta di ebbrezza. In questo anticipa pressoché molti dei topos del romanticismo, in una linea di pensiero che arriva fino a opere come L'infinito di Leopardi e certe pagine di Foscolo, anche se a differenza loro Alfieri non è turbato dalla potenza crudele della natura, bensì si identifica ancora più di quanto farebbe un animale selvaggio ("di sì dolce tristezza il cor mi bea, / che in essa al par di me non si ricrea / tra' i figli suoi nessuna orrida belva").

## Il pensiero letterario: Alfieri tra l'Illuminismo e il Romanticismo
(Tacito orror di solitaria selva, in Rime)
Le influenze letterarie di Alfieri provengono dagli scritti di Montesquieu, Voltaire, Rousseau, Helvétius, Montaigne, oltre che dai classici come Cicerone e Plutarco, che l'astigiano conobbe nei suoi molteplici viaggi in Europa, durante il processo di "spiemontizzazione". 
Sublime specchio di veraci detti,

mostrami in corpo e in anima qual sono:

capelli, or radi in fronte, e rossi pretti;

lunga statura, e capo a terra prono;

sottil persona in su due stinchi schietti;

bianca pelle, occhi azzurri, aspetto buono;

giusto naso, bel labro, e denti eletti;

pallido in volto, più che un re sul trono:

or duro, acerbo, ora pieghevol, mite;

irato sempre, e non maligno mai;

la mente e il cor meco in perpetua lite:

per lo più mesto, e talor lieto assai,

or stimandomi Achille, ed or Tersite:

uom, se' tu grande, o vil? Muori, e il saprai.
Se successivamente prese le distanze da Voltaire e Rousseau (che non aveva voluto conoscere personalmente nemmeno in gioventù, ritenendolo un "uomo superbo e bisbetico"), a causa dell'ispirazione dei rivoluzionari francesi dai due pensatori, l'influenza di Montesquieu e il principio di divisione dei poteri rimasero forti in lui. Anche certe ispirazioni russoviane (Giulia o la nuova Eloisa, Le confessioni, Le fantasticherie del passeggiatore solitario, ovvero il Rousseau intimista e non quello politico, e nella Vita difatti precisa di aver avuto «infinita stima del Rousseau più assai per il suo carattere puro ed intero e per la di lui sublime e indipendente condotta, che non pe' suoi libri, di cui que' pochi che avea potuti pur leggere mi aveano piuttosto tediato come figli di affettazione e di stento»), unite al gusto ossianico e preromantico - Alfieri cita nella Vita la celebre traduzione dei Canti di Ossian di James MacPherson realizzata da Melchiorre Cesarotti - restano costantemente sullo sfondo della Vita e delle Rime (specialmente l'amore per i paesaggi naturali e selvaggi, l'introspezione della propria personalità "unica" e i sentimenti contrastati). 
(Vita, parte III, descrizione dei dintorni di Stoccolma)
Lo studio e il perfezionamento della lingua italiana avvennero con la lettura dei classici italiani e latini (Dante e Petrarca per la poesia, Virgilio per il verso tragico). Come modello drammaturgico ebbe presente la tragedia greca, Seneca, Voltaire, Pierre Corneille e Jean Racine, molto meno Shakespeare, che lesse poco e perlopiù in traduzioni francesi.

Il suo interesse per lo studio dell'uomo, per la concezione meccanicistica del mondo, la lontananza dalla religione – vista, influenzato da Machiavelli, solo come un mezzo di stabilità politica per la plebe; inoltre, simile a Plutarco, Alfieri è teoricamente "uomo di fede romantica", seppur molto particolare, contrario all'ateismo esplicito da una parte, e avversario della superstizione dall'altra, vicino ad un deismo teorico e intimo, in pratica quasi agnostico in materia – in fin dei conti la sua aspirazione per l'assoluta libertà e l'avversione verso il dispotismo, collegano Alfieri alla dottrina illuminista. I temi letterari illuministici, volti a chiarificare le coscienze e ad apportare il progresso sociale e civile, sono affrontati dal poeta non in modo distaccato, ma con l'emotività e le inquietudini del pensiero romantico. Tuttavia, posto il suo disprezzo per il clericalismo e la teocrazia pontificia, egli non aderì mai se non superficialmente e in gioventù all'Illuminismo: amante della cultura classica di stampo greco-romano, non considerava il futuro come migliore del passato, inoltre, fortemente individualista, disprezzava ogni utilitarismo e considerava tutti i sovrani come tiranni, anche se si trattava di "despoti illuminati". Il popolo resta per lui una "plebe informe" impossibile da educare nell'immediato, la borghesia come la nobiltà gli appaiono classi volgari, ipocrite e opportuniste, il mito del progresso non lo convince e il cosmopolitismo non lo attrae, poiché egli si sentì sempre uno straniero fuori dall'Italia. L'unico paese per cui espresse apprezzamento fu la "libera Inghilterra", considerato un luogo equilibrato:
(Alfieri sull'Inghilterra)
Il linguaggio letterario di Alfieri è elevato, aulico e serio, e solo nel Misogallo, nelle commedie e nelle Satire egli usa una terminologia più bassa, popolaresca o ironica, fino al sarcasmo feroce, pur non essendogli congeniali; solitamente la parte satirica è considerata la poeticamente meno riuscita della sua opera.
Alfieri è considerato dalla critica letteraria come l'anello di congiunzione di queste due correnti ideologiche, ma l'astigiano, al contrario dei più importanti scrittori illuministi dell'epoca, quale Parini, Verri, Beccaria, Voltaire, che sono disposti a collaborare con i monarchi "illuminati" (Federico di Prussia, Caterina II di Russia, Maria Teresa d'Austria) e a esporre le proprie idee nei salotti europei, rimane indipendente e reputa umiliante questo genere di compromesso, proprio come disprezza i letterati opportunisti come Vincenzo Monti. D'altronde Alfieri fu un precursore del pensiero romantico anche nel suo stile di vita, sempre alla ricerca dell'autonomia ideologica (non a caso lasciò tutti i suoi beni alla sorella Giulia per poter abbandonare la sudditanza dai Savoia) e nel non accettare la netta distinzione settecentesca fra vita e letteratura, nel nome di valori etico-morali superiori, in sdegnosa solitudine anche a costo di essere tacciato di misantropia.

## Libertà ideale, titanismo e catarsi
(Vittorio Alfieri, Saul)

Fin da giovane Vittorio Alfieri dimostrò un energico accanimento contro la tirannide e tutto ciò che può impedire la libertà ideale. In realtà risulta che questo antagonismo fosse diretto contro qualsiasi forma di potere che gli appariva iniqua e oppressiva. Anche il concetto di libertà che egli esalta non possiede precise connotazioni politiche o sociali, ma resta un concetto astratto. Nel trattato Della tirannide spiega che questo è l'unico modo di vivere degno, prevenendo chi lo giudica troppo ripetitivo: 
(Della tirannide, Previdenza dell'autore)
La libertà alfieriana, infatti, è espressione di un individualismo eroico e desiderio di una realizzazione totale di sé. Infatti Alfieri sembra presentarci, invece che due concetti politici (tirannide e libertà), due rappresentazioni mitiche: il bisogno di affermazione dell'io, desideroso di spezzare ogni limite, rappresentato dall'"eroe alfieriano", e le "forze oscure" che ne ostacolano l'agire. Questa ricerca di forti passioni, quest'ansia di infinita grandezza, di illimitato, è il tipico titanismo alfieriano di matrice preromantica, che caratterizza, in modo più o meno marcato, tutte le sue opere. Tuttavia, è proprio nel tirannicidio, e spesso nella successiva morte, che molti dei suoi eroi trovano la pace. Tuttavia non nega alle proprie tragedie una funzione educativa dello spettatore.
(dalla lettera a Ranieri de' Calzabigi)
Ciò che viene tanto osteggiato da Alfieri è molto probabilmente la percezione di un limite che rende impossibile la grandezza (qualcosa di affine al sehnsucht romantico), tanto da procurargli costante irrequietezza, angosce e incubi che lo costringono a cercare nei suoi innumerevoli viaggi ciò che può trovare soltanto all'interno di sé stesso. Il sogno titanico è accompagnato da un costante pessimismo che ha le radici nella consapevolezza dell'effettiva impotenza umana. Inoltre la volontà di infinita affermazione dell'io porta con sé un senso di trasgressione che gli causerà un senso di colpa di fondo che verrà proiettato appunto nelle sue opere per trovare un rimedio al proprio malessere; fenomeno, questo, che viene chiamato catarsi, ed è un concetto della tragedia teorizzata da Aristotele e dai greci. Spesso il tiranno - si pensi alla rappresentazione di Saul, tiranno che tiranneggia infine sé stesso (ed è tiranneggiato da Dio per bocca dei profeti Samuele e Achimelech, mentre Davide resta un personaggio secondario) e che Alfieri amava recitare personalmente - è molto più ben tratteggiato rispetto all'eroe, che appare quasi sempre, invece, retorico, altisonante e con una psicologia poco approfondita (con alcune eccezioni come i due Bruti). Altre volte l'eroe o l'eroina cambia ruolo, da tirannicida diventa successivamente tiranno: Clitennestra con l'aiuto di Egisto uccidono il "tiranno" Agamennone, ed in seguito vengono uccisi da Oreste che vendica Agamennone), l'uno come tiranno usurpatore, l'altra per errore (per non urtare la sensibilità del pubblico del tempo, Alfieri edulcora la vicenda mitologica del matricidio verso Clitennestra).

## L'eredità spirituale
(da una dedica sul libro delle firme in Palazzo Alfieri, 1849)

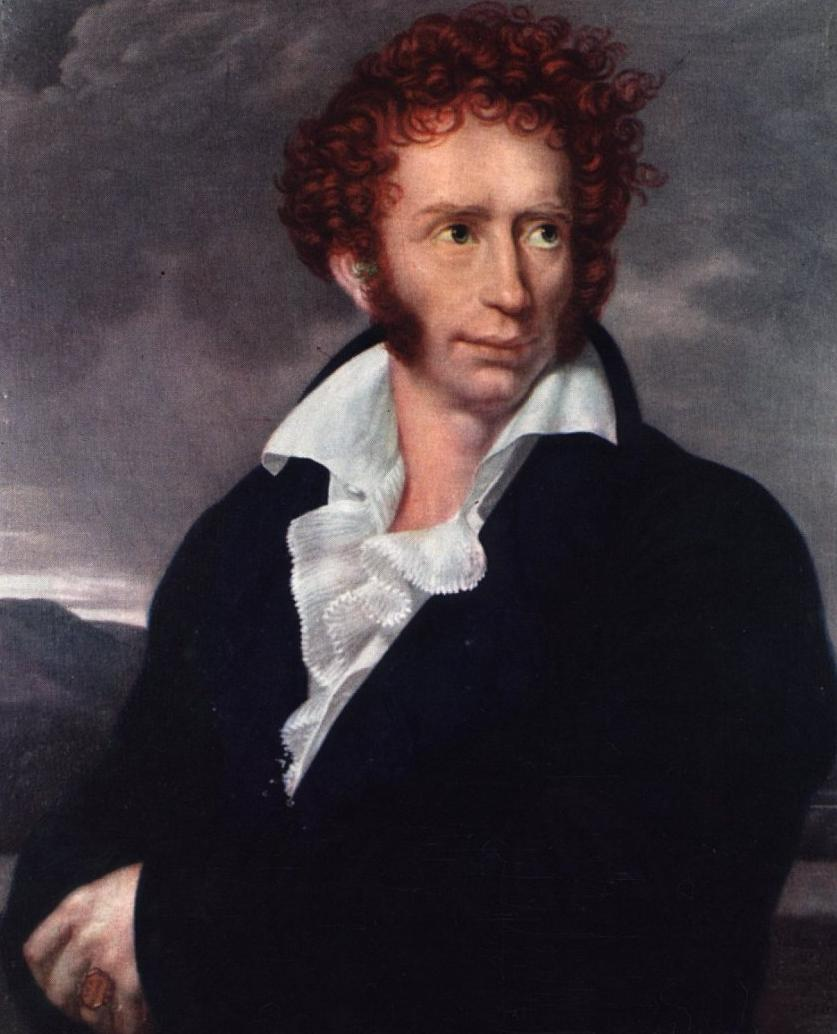
François-Xavier Fabre, Ugo Foscolo, 1813, seconda versione del dipinto

Alfieri ha fortemente ispirato la letteratura e il pensiero italiano del XIX secolo: dopo la sua morte, e persino negli ultimi anni di vita ritirata del poeta, a partire dai primi giovani intellettuali e patrioti di epoca napoleonica, sorse un vero e proprio culto della persona di Alfieri, che divenne una figura quasi leggendaria. Foscolo è il principale letterato moralmente erede dell'Alfieri, con la sua insofferenza a ogni imposizione tirannica; egli trasse il suo stile giovanile proprio da lui, e lo ha cantato nei Sepolcri e ha ispirato alcune sue opere, come le Ultime lettere di Jacopo Ortis, all'atmosfera delle tragedie alfieriane, mentre la figura del Parini, rappresentata nel romanzo, più che al poeta lombardo trae in parte ispirazione, soprattutto per il carattere fiero e combattivo, direttamente dal drammaturgo piemontese (Foscolo fa pronunciare a Parini invettive anti-tiranniche di stampo alfieriano che non gli appartennero mai).
Nei Discorsi su Lucrezio lo descrive, assieme a Parini, come l'unico contemporaneo ad aver compreso la funzione civile e politica della letteratura.
Dedicò all'Alfieri anche alcuni versi del sonetto E tu ne' carmi avrai perenne vita e la tragedia Tieste, che fu inviata, con la dedica, alla residenza fiorentina del poeta astigiano. Foscolo preferì non visitare personalmente l'Alfieri, rispettando la sua estrema riservatezza degli ultimi anni. Non si incontrarono mai, a quanto afferma Foscolo nell'epistolario e nell'Ortis; pare però che quest'ultimo, anche se non rispose alla lettera del Foscolo, avesse elogiato con alcuni conoscenti lo stile della tragedia, prevedendo il grande avvenire letterario dell'allora giovane ufficiale napoleonico (nonostante l'iniziale disparità di vedute su Napoleone e il giacobinismo, anche Foscolo poi, in età matura, converrà con Alfieri in un giudizio negativo del generale francese, chiamandolo "tiranno") e futuro primo vero poeta-vate dell'Italia risorgimentale. Il Trattato di Campoformio, con cui Napoleone cedette la Repubblica di Venezia nel 1797 all'Austria fu per il poeta, che attendeva l'unione di Venezia al resto d'Italia delle repubbliche sorelle, "il tradimento della patria nostra [...] consumato" e per Alfieri l'instaurarsi di una "cachistocrazia" in luogo della libertà veneziana: i francesi e gli austriaci sono definiti nel Misogallo "infami al par dei vincitori i vinti / qual è miglior? Nessuno, ambo dan lutto". Alfieri non commentò i fatti politici delle varie repubbliche italiane che non lo coinvolgessero, repubbliche a cui Foscolo si sentiva vicino e che furono represse nel 1799. Foscolo riprese il modello alfieriano nel proprio autoritratto in versi Solcata ho fronte, e cantò i suoi ultimi anni e la sepoltura in Santa Croce nel carme Dei sepolcri:
vivente aspetto gli molcea la cura, / qui posava l'austero; e avea sul volto
il pallor della morte e la speranza. / Con questi grandi abita eterno: e l'ossa / fremono amor di patria.»
(U. Foscolo, Dei sepolcri)
Leopardi, che da giovanissimo si cimentò nella tragedia, lo ha immaginato suo maestro nella canzone Ad Angelo Mai, e lo ricorda anche nel sonetto giovanile Letta la vita dell'Alfieri scritta da esso e nelle Operette morali (Il Parini ovvero della gloria). Il titanismo leopardiano dell'ultima fase (ciclo di Aspasia, La ginestra) è di stampo romantico e alfieriano nella sua sfida al mondo, alla natura e alla morte (Me certo troverai, qual si sia l’ora / Che tu le penne al mio pregar dispieghi, / Erta la fronte, armato, / E renitente al fato, / La man che flagellando si colora / Nel mio sangue innocente / Non ricolmar di lode, / Non benedir, com’usa / Per antica viltà l’umana gente", in Amore e morte; "e piegherai / sotto il fascio mortal non renitente / il tuo capo innocente: / ma non piegato insino allora indarno / codardamente supplicando innanzi /al futuro oppressor", ne La ginestra). Nella canzone Ad Angelo Mai è presente invece una lunga strofa che ne celebra la figura:
(Giacomo Leopardi, Ad Angelo Mai, vv. 151-171)
Manzoni si è ispirato ai suoi saldi principi (come Foscolo anche lui modellò un sonetto-autoritratto sul modello alfieriano), Gioberti che scrisse che l'astigiano aveva creato di sana pianta la tragedia italiana difendendola contro la servitù letteraria e civile dei suoi tempi e così Oriani e Carducci. Giosuè Carducci affermò che l'Alfieri, insieme all'Alighieri e a Machiavelli è il 
 «A partire dalla felice prosopopea che Foscolo gli dedicò nei Sepolcri, Vittorio Alfieri incarnò per l'Ottocento risorgimentale il ruolo di padre della patria e di profeta dell’unità nazionale: piuttosto che l’opera, ne venne entusiasticamente esaltata in funzione ideologica o politica la scultorea figura di poeta-vate "irato a' patrii Numi" e di indomito fustigatore dei vizi e dei despoti. Al di là delle strumentalizzazioni successive, il mito di Alfieri in veste di pater patriae risulta in ogni caso fondato su un’effettiva, precoce coscienza del problema dell'identità nazionale, indissolubilmente legata alla dolorosa consapevolezza della condizione di sottomissione della penisola alla tirannide nelle sue diverse manifestazioni.»

### Influenza politica del pensiero alfieriano
(V. Alfieri, Il Misogallo, "Conclusione")
I primi patrioti del Risorgimento italiano, sia liberali, sia moderati (monarchici che si rifacevano al suo atteggiamento controrivoluzionario) sia di altre fedi politiche, da Santorre di Santarosa a Cesare Balbo, si riconobbero nei suoi ideali e la casa natale di Asti fu meta di moltissimi uomini che combatterono per l'unità d'Italia. Secondo Giuseppe Mazzini, Alfieri fece ciò che Shakespeare, Racine e Schiller non fecero per le loro nazioni: essi furono semplici autori tragici, mentre Alfieri fu maestro «di alto pensare e di alto fare» e da lui gli italiani impararono "quanto possa una volontà".
Santorre di Santarosa scrisse che:
("Delle speranze degli italiani" Milano, 1920)

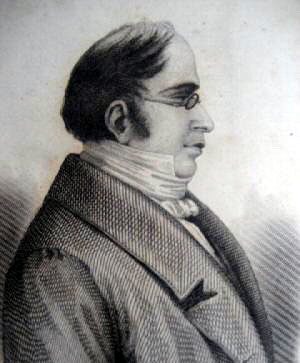
Ritratto di Santorre di Santarosa

Luigi Provana del Sabbione, storico e senatore del Regno di Sardegna, dichiarò che anche lui come molti patrioti aveva baciato la tomba di Vittorio Alfieri in Santa Croce e aveva fissato gli occhi sulla finestra del poeta che si affacciava sull'Arno. Fu visto anche come una sorta di figura decadentista del "dandy" ante litteram, come un personaggio di artista aristocratico e libero. Anche dopo il Risorgimento l'ammirazione di molti intellettuali verso la personalità dell'astigiano continuò: il pensiero politico di Alfieri, quale emerge dalle tragedie e dai trattati, fu visto di volta in volta come un precursore dell'idea anarchica, dell'individualismo, del nazionalismo fascista, del pensiero libertario e di forme di liberalismo.

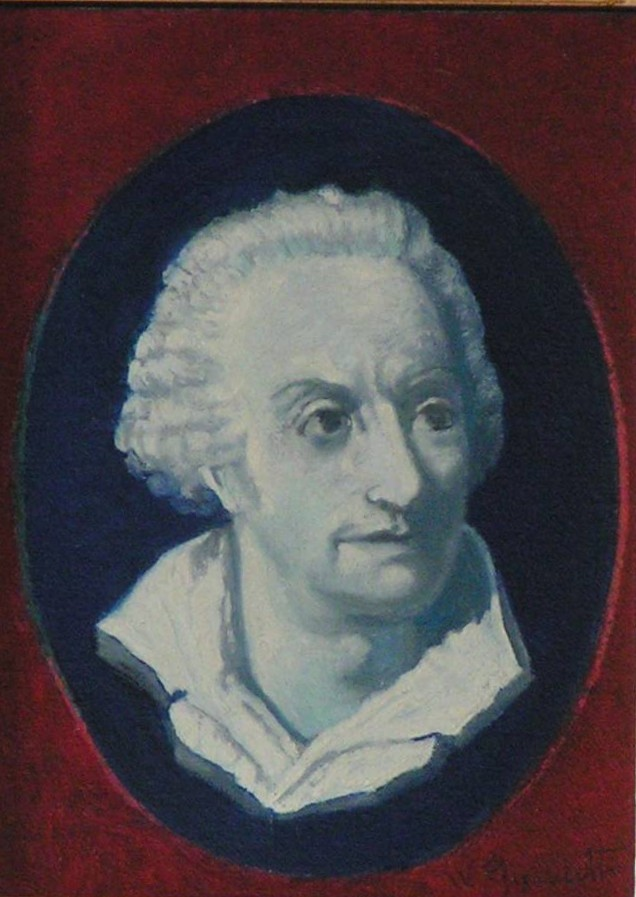
Vittorio Alfieri, ritratto di William Girometti (1985)

Nel primo Novecento ispirò alcune opere e, in parte, il pensiero del giornalista liberale e antifascista Piero Gobetti, anche lui piemontese, come nell'articolo Elogio della ghigliottina, in cui Gobetti si rifà ad alcune idee espresse nel trattato alfieriano Della tirannide: se tirannide deve essere (il bersaglio di Gobetti è il fascismo), è meglio, paradossalmente, che non sia affatto una dittatura morbida, ma che sia oppressiva, in modo che il popolo capisca cos'è davvero un regime e si ribelli apertamente a esso. Gobetti descrive il pensiero politico di Alfieri come «liberalismo immanentistico».

### Epoca contemporanea
Nell'epoca contemporanea, le tragedie alfieriane non vengono sovente rappresentate, al di fuori della città di Asti, a causa della difficile fruizione di esse per un pubblico poco preparato in materia (la più rappresentata è comunque il Saul, ritenuta la migliore), mentre è tuttora molto citato e preso come esempio, anche per la realtà moderna, il trattato Della tirannide, specialmente la definizione data dal drammaturgo piemontese di questo tipo di governo. Si è registrato inoltre, in rassegne dedicate al teatro settecentesco, un recente interesse per le commedie, sdegnate dalla critica alla loro comparsa; in particolare, Il divorzio è stato rappresentato spesso accanto alle grandi opere del periodo, come le tragedie di Voltaire, le commedie di Diderot e quelle di Goldoni.

## Alfieri e la massoneria
Nella Vita, riferendo dell'anno 1775, l'Alfieri narra che durante un banchetto di liberi muratori declamò alcune rimerie, inserite in nota nella parte III della Vita:
Del grande Ordine infin l'origo estrema

E se poi ti svelasse un tanto arcano,

Avresti tu sì nobili concetti

E ad inalzare il vol bastante mano?

Ah, scusatela si, fratei diletti;

Non ragiona l'insana, oppur delira

Quando canta di voi con versi inetti.»

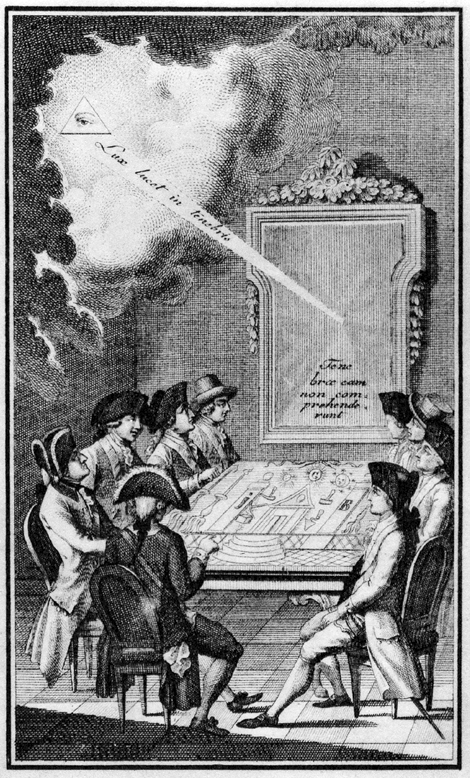
Assemblea massonica.
Vienna 1791

Egli chiede scusa ai fratelli se la sua musa inesperta osa cantare i segreti della loggia. Poi il capitolo in terzine prosegue menzionando il Venerabile, il primo Vigilante, l'Oratore, il Segretario. Negli elenchi della massoneria piemontese il nome dell'Alfieri non è mai comparso. I suoi primi biografi supposero che egli fosse stato iniziato nei Paesi Bassi o in Inghilterra, nel corso di uno dei suoi viaggi giovanili. "È certa invece la sua appartenenza alla loggia della "Vittoria" di Napoli, fondata nel 1774 (o 1775) all'obbedienza della Gran Loggia Nazionale "Lo Zelo" di Napoli da Massoni aristocratici vicini alla regina Maria Carolina d'Asburgo-Lorena (1752-1814)".
È assodato che moltissimi suoi amici furono massoni e dall'elenco, posseduto dal centro alfieriano di Asti, che menziona i personaggi ai quali il Poeta inviò la prima edizione delle sue tragedie (1783), compaiono i fratelli von Kaunitz, di Torino, Giovanni Pindemonte (fratello di Ippolito) e Gerolamo Zulian a Venezia, Annibale Beccaria (fratello di Cesare), Luigi Visconte Arese e Gioacchino Pallavicini di Milano, Carlo Gastone Rezzonico a Parma, Saveur Grimaldi a Genova, Ludovico Savioli a Bologna, Kiliano Caracciolo, Maestro venerabile a Napoli, Giuseppe Guasco a Roma.
L'Alfieri compare alcuni anni dopo, al numero 63 dell'elenco nel Tableau des Membres de la Respectable Loge de la Victoire à l'Orient de Naples in data 27 agosto 1782, con il nome di "Comte Alfieri, Gentilhomme de Turin". La sua affiliazione alla loggia di Napoli fu sicuramente favorita dai frequenti soggiorni in quella città e soprattutto dall'importanza che Napoli accrebbe nei confronti della massoneria, dal momento che i Savoia di lì a poco chiusero ogni attività massonica in Piemonte (1783), costringendo il conte Asinari di Bernezzo, capo della massoneria italiana di rito scozzese, a cedere la carica proprio al principe Diego Naselli di Napoli.
Durante il periodo dell'affiliazione, Alfieri si cela per la sua corrispondenza ai confratelli sotto lo pseudonimo-anagramma di conte Rifiela. Con il sopraggiungere in Europa dei venti rivoluzionari che sfoceranno poi nella rivoluzione francese, l'Alfieri prese le distanze dalla massoneria, forse perché essa accentuò l'impegno giacobino, antimonarchico, anticlericale, o forse anche per quel suo aspetto caratteriale indipendente fino all'ossessione, divenendo così un "massone in sonno". Nella satira di Le imposture (1797) si scaglierà contro i suoi vecchi confratelli apostrofandoli come "fratocci" che imbambolavano gli adepti per farne creature proprie, ingenuo piedistallo per i furbi.

## La piemontesità

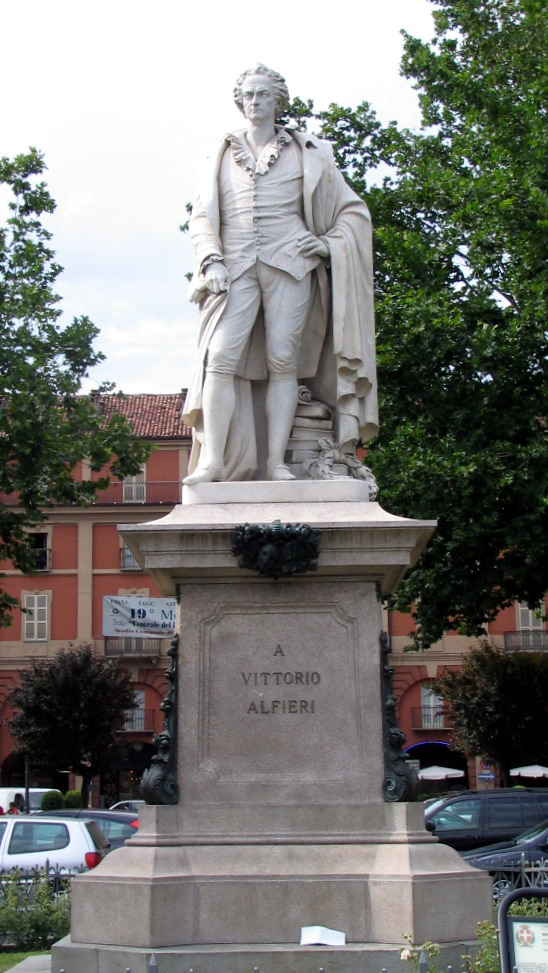
Statua di Vittorio Alfieri opera di G. Dini, 1862. Asti, Piazza Alfieri

Secondo Pietro Cazzani, direttore del Centro studi Alfieriani tra il 1939 ed il 1957, la differenza di fondo tra Alfieri e Dante (oltre a quelle ben più evidenti): «è la "toscanità" del fiorentino, i cui umori si trasformano in aggressive ironiche fantasie, contrapposta al "piemontesismo" dell'astigiano, la cui seria moralità prende toni cupi con impensabili estri». Per Umberto Calosso il poeta non dimenticò mai le sue origini, con quel «misto di ferocia e generosità, che non si potrà mai capire da chi non ha esperienza dei costumi e del sangue piemontese».
Alfieri scrisse poi due sonetti in lingua piemontese (gli unici della sua produzione) datati aprile e giugno 1783. Ecco il testo del primo:
ch'ha l'ànima tant mola e dëslavà

ch'a l'é pa da stupì se 'd costa nià

i-j piaso apen-a apen-a a l'un për sent.
Tuti s'amparo 'l Metastasio a ment

e a n'han j'orije, 'l cheur e j'euj fodrà:

j'eròj a-j veulo vëdde, ma castrà,

ël tràgich a lo veulo, ma imponent.
Pure im dogn nen për vint fin ch'as decida

s'as dev troné sul palch o solfegé,

strassé 'l cheur o gatié marlàit l'orìa.
Già ch'ant cost mond l'un l'àutr bzògna ch'as rida,

l'è un mè dubiet ch'i veui ben ben rumié:

s'l'é mi ch'son 'd fer o j'italian 'd potìa.»
che ha l'anima tanto fiacca e sporca

che non c'è da stupirsi se a questa cricca

io piaccio appena all'uno per cento.
Tutti si imparano a memoria il Metastasio

e ne hanno piene le orecchie, il cuore e gli occhi:

gli eroi li vogliono vedere sì, ma castrati,

il tragico lo vogliono ma imponente.
Eppure io non mi do per vinto finché non si decida

se sul palco si deve tuonare o solfeggiare,

agitare i cuori o accarezzarsi un poco l'orecchia.
Giàcche in questo mondo bisogna che si rida l'uno dell'altro,

io ho un piccolo dubbio che voglio ben bene rimasticare:

se sono io che sono di ferro o gli italiani di fango.»

## Alfieri e la musica
Umberto Calosso accosta l'opera di Alfieri «illuminista in fervido movimento» a quella di Beethoven; per il critico i motivi profondi dell'Alfieri risuonano «nei precipizi abissali della sinfonia di Beethoven».
Anche per il Cazzani, in molte tragedie alfieriane, ci troviamo davanti alla stessa solitudine cosmica del maestro di Bonn. Nella sua autobiografia il poeta racconta di come la musica suscitava nel suo animo grande commozione. L'Alfieri più volte raccontò come quasi tutte le tragedie siano state ideate o durante l'ascolto di musica o poche ore dopo averla ascoltata.
Alcuni manoscritti contengono anche le indicazioni delle musiche da eseguirsi durante le rappresentazioni teatrali (per esempio il Bruto secondo). Il Cazzani ipotizza anche che tra i musicisti prediletti dell'Alfieri ci sia il piemontese Giovanni Battista Viotti, che fu presente a Torino, Parigi e Londra negli stessi anni dei soggiorni alfieriani.

## Alfieri e l'arte
Il poeta che più di una volta confessò di essere sensibile alle bellezze naturali, davanti alle opere artistiche manifestava una certa «ottusità d'intelletto». A Firenze, per la prima volta nel 1766, dichiarò che le visite alla Galleria e a Palazzo Pitti, si svolgevano forzatamente, con molta nausea, senza nessun senso del bello.
Di Bologna scrisse: « [...] dei suoi quadri non ne seppi nulla».
Quando visse a Roma nascevano i primi fermenti del movimento archeologico che precedette il Neoclassicismo, non fece nessuna menzione degli artisti che ne presero parte, ed anche il salotto della contessa d'Albany, a Parigi frequentato dagli artisti più noti dell'epoca (tra cui Jacques-Louis David) non era per lui di alcun interesse, e del Louvre gli interessò «solo la facciata».
Questo spiega perché, fatta eccezione dei ritratti di François-Xavier Fabre, nessuna tela di un certo valore adornò le pareti degli appartamenti abitati da Alfieri nel corso della vita.
L'Alfieri e la contessa d'Albany, nell'agosto 1792, dovettero abbandonare precipitosamente Parigi per l'insurrezione repubblicana. Dall'inventario degli oggetti d'arte della casa di Parigi (Maison de Thélusson, rue de Provence nº18), stilato dal governo rivoluzionario dopo la confisca degli immobili e contenuto negli Archives nationales di Parigi si è potuto risalire ai quadri presenti negli appartamenti.
Anche in questo caso l'elenco è deludente: si tratta più che altro di riproduzioni incise per lo più dei Carracci, della Cappella Sistina di Michelangelo, della Scuola di Atene di Raffaello, della galleria di Palazzo Farnese, con qualche incisione riproducente opere di Élisabeth Vigée Le Brun, di Angelika Kauffmann e di Anton Raphael Mengs.

### Alfieri nei francobolli italiani

Emissione per le colonie del 1932

Emissione del 2003

Tre francobolli commemorativi sono stati emessi dalle Poste Italiane per ricordare la figura del trageda astigiano:
- Il primo, da 25 centesimi, disegnato da F. Chiappelli ed emesso il 14 marzo 1932 per la società Dante Alighieri per la corrispondenza nazionale, ed una seconda tiratura per le emissioni generali delle colonie italiane in versione sovrastampata (tiratura 60 000 esemplari).
- Il secondo emesso il 4 giugno 1949 (tiratura 2 812 000 esemplari), opera del disegnatore E. Pizzi, in occasione del bicentenario della nascita.
- Il terzo l'8 ottobre 2003, con tiratura di 3 500 000 esemplari, è stato emesso in occasioni delle commemorazioni per il bicentenario della sua morte. Il ritratto opera della bozzettista Rita Fantini è liberamente ispirato ad un dipinto di François Xavier Fabre, esposto presso Palazzo Alfieri di Asti, mentre sullo sfondo si vede la facciata interna del palazzo, sede sia del Centro nazionale di studi alfieriani che del Museo alfieriano.

### Alfieri nelle monete italiane

Emissione del 1999

Nel 1999, in occasione del 250º anniversario della nascita del poeta, l'Istituto Poligrafico e Zecca dello Stato coniò una lira commemorativa in argento 835/1000, di 14,60 g di peso e di 31,40 mm di diametro, con al dritto l'effigie di Vittorio Alfieri ed al verso il celebre motto "volli sempre volli fortissimamente volli" (tiratura 51 800 pezzi).

## Edizioni delle opere
- Le opere di Vittorio Alfieri, vol. 1, Padova, per Nicolò Zanon Bettoni, 1809.
- Le opere di Vittorio Alfieri, vol. 2, Padova, per Nicolò Zanon Bettoni, 1809.
- Le opere di Vittorio Alfieri, vol. 3, Padova, per Nicolò Zanon Bettoni, 1809.
- Le opere di Vittorio Alfieri, vol. 4, Padova, per Nicolò Zanon Bettoni, 1809.
- Le opere di Vittorio Alfieri, vol. 5, Padova, per Nicolò Zanon Bettoni, 1809.
- Le opere di Vittorio Alfieri, vol. 6, Padova, per Nicolò Zanon Bettoni, 1809.
- Le opere di Vittorio Alfieri, vol. 7, Padova, per Nicolò Zanon Bettoni, 1809.
- Le opere di Vittorio Alfieri, vol. 8, Padova, per Nicolò Zanon Bettoni, 1809.
- Le opere di Vittorio Alfieri, vol. 9, Padova, per Nicolò Zanon Bettoni, 1809.
- Le opere di Vittorio Alfieri, vol. 10, Padova, per Nicolò Zanon Bettoni, 1810.
- Le opere di Vittorio Alfieri, vol. 11, Padova, per Nicolò Zanon Bettoni, 1810.
- Le opere di Vittorio Alfieri, vol. 12, Padova, per Nicolò Zanon Bettoni, 1810.
- Le opere di Vittorio Alfieri, vol. 13, Padova, per Nicolò Zanon Bettoni, 1811.
- Appendice alle opere di Vittorio Alfieri, vol. 1, Padova, per Nicolò Zanon Bettoni, 1811.
- Appendice alle opere di Vittorio Alfieri, vol. 2, Padova, per Nicolò Zanon Bettoni, 1811.
- Della tirannide, Bari, Gius. Laterza & Figli, 1927.
- Il Misogallo, Londra [i.e. Firenze], 1799.
- Opere. Poesia, Torino [etc.], Ditta G. B. Paravia e C., 1903.
- Opere postume. 1, Brescia, per Nicolò Bettoni, 1809.
- Opere postume. 2, Brescia, per Nicolò Bettoni, 1809.
- Opere postume. 3, Brescia, per Nicolò Bettoni, 1809.
- Opere postume. 4, Brescia, per Nicolò Bettoni, 1809.
- Opere postume. 5, Brescia, per Nicolò Bettoni, 1809.
- Opere postume. 6, Brescia, per Nicolò Bettoni, 1809.
- Opere postume. 7, Brescia, per Nicolò Bettoni, 1810.
- Opere. Tragedie. 1, Firenze, Successori Le Monnier, 1866.
- Opere. Tragedie. 2, Firenze, Successori Le Monnier, 1866.
- Tragedie postume, Bari, Gius. Laterza & Figli, 1947.
- Vita, Torino [etc.], Ditta G. B. Paravia e C., 1903.